# Olympische Jugend-Winterspiele 2020/Rennrodeln
Bei den III. Olympischen Jugend-Winterspielen 2020 in Lausanne fanden fünf Wettbewerbe im Rennrodeln statt. Austragungsort war der Olympia Bob Run St. Moritz–Celerina, wo auch die Bob- und Skeletonwettbewerbe stattfanden.

## Bilanz

### Medaillenspiegel
| Platz  | Land        | Gold | Silber | Bronze | Gesamt |
| ------ | ----------- | ---- | ------ | ------ | ------ |
| 1      | Deutschland | 3    | 2      | 1      | 6      |
| 2      | Lettland    | 1    | 1      | 2      | 4      |
| 2      | Russland    | 1    | 1      | 2      | 4      |
| 4      | Kanada      | –    | 1      | –      | 1      |
| Gesamt | Gesamt      | 5    | 5      | 5      | 15     |

### Medaillengewinner
| Disziplin           | Gold                                                                    | Silber                                                                    | Bronze                                                              |
| ------------------- | ----------------------------------------------------------------------- | ------------------------------------------------------------------------- | ------------------------------------------------------------------- |
| Einsitzer Männer    | Gints Bērziņš                                                           | Pawel Repilow                                                             | Timon Grancagnolo                                                   |
| Doppelsitzer Männer | Moritz Jäger / Valentin Steudte                                         | Kaspars Rinks / Ardis Liepiņš                                             | Michail Karnauchow / Juri Tschirwa                                  |
| Einsitzer Frauen    | Merle Fräbel                                                            | Jessica Degenhardt                                                        | Diana Loginowa                                                      |
| Doppelsitzer Frauen | Jessica Degenhardt / Vanessa Schneider                                  | Caitlin Nash / Natalie Corless                                            | Viktorija Ziediņa / Selīna Zvilna                                   |
| Teamstaffel Mixed   | RusslandDiana Loginowa Pawel Repilow Michail Karnauchow / Juri Tschirwa | DeutschlandMerle Fräbel Timon Grancagnolo Moritz Jäger / Valentin Steudte | LettlandJustīne Maskale Gints Bērziņš Kaspars Rinks / Ardis Liepiņš |

## Ergebnisse

### Männer

#### Einsitzer

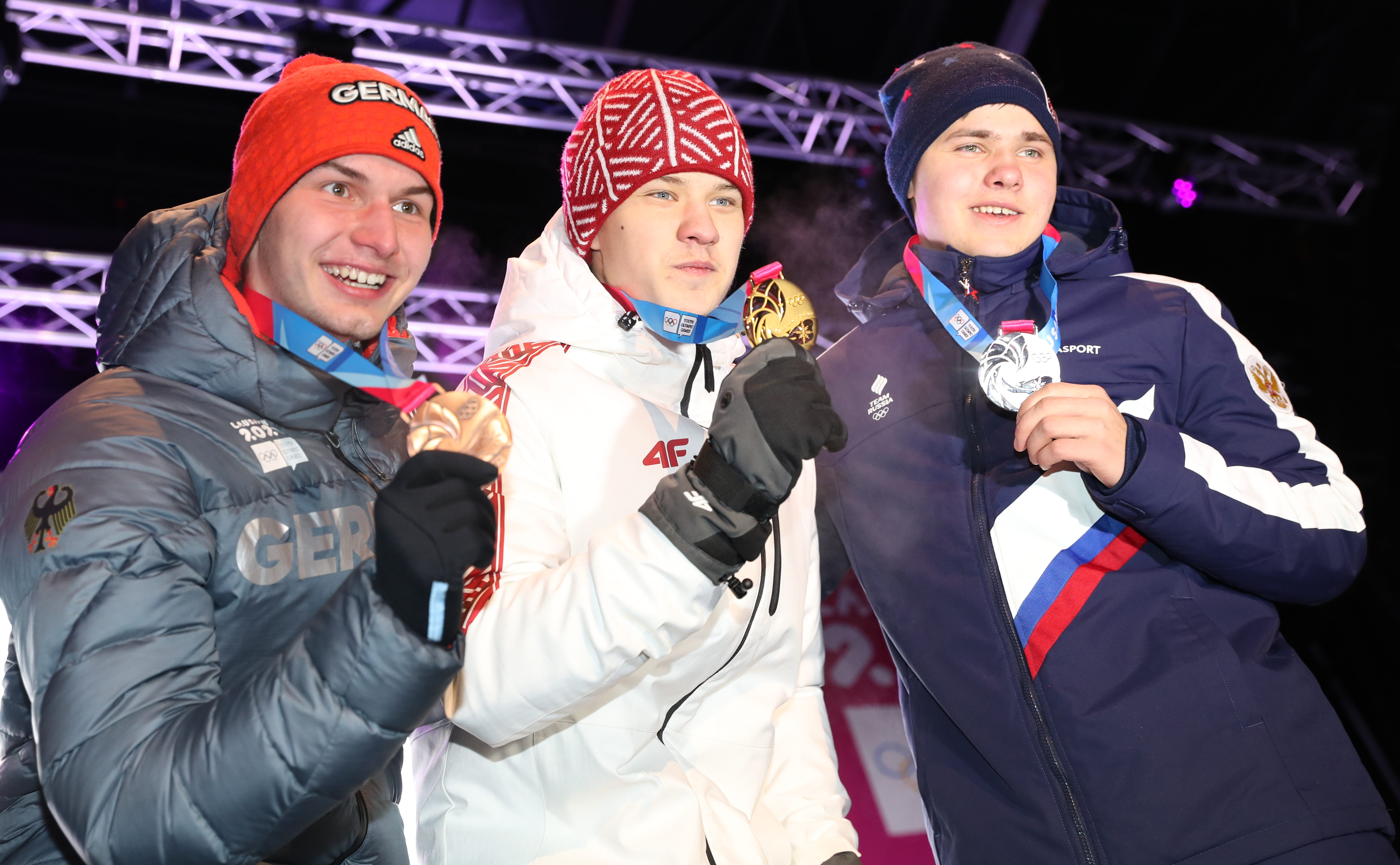
Medaillengewinner Grancagnolo, Bērziņš und Repilow (von links nach rechts)

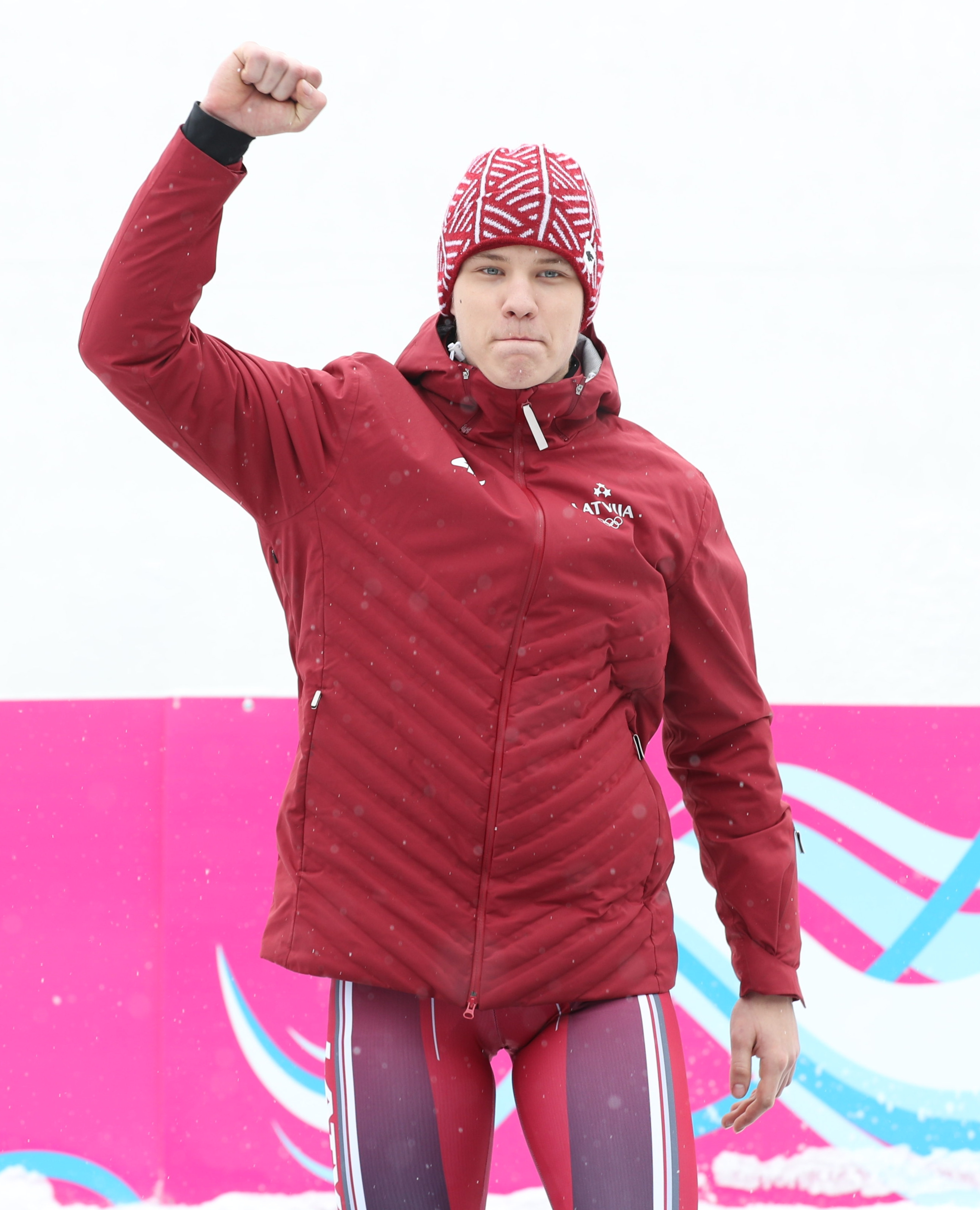
Jugend-Olympiasieger Gints Bērziņš

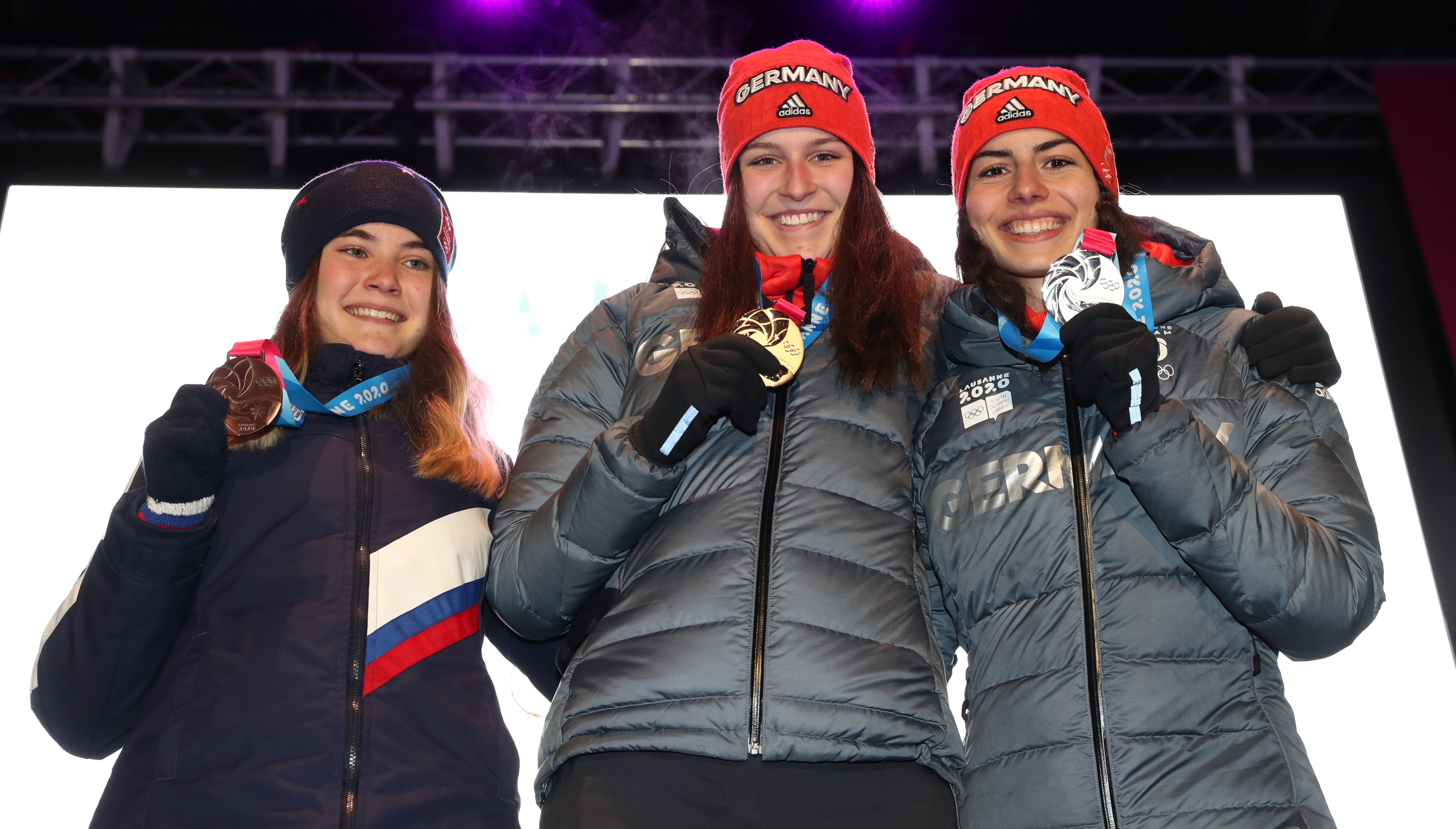
Medaillengewinnerinnen Loginowa, Fräbel und Degenhardt (von links nach rechts)

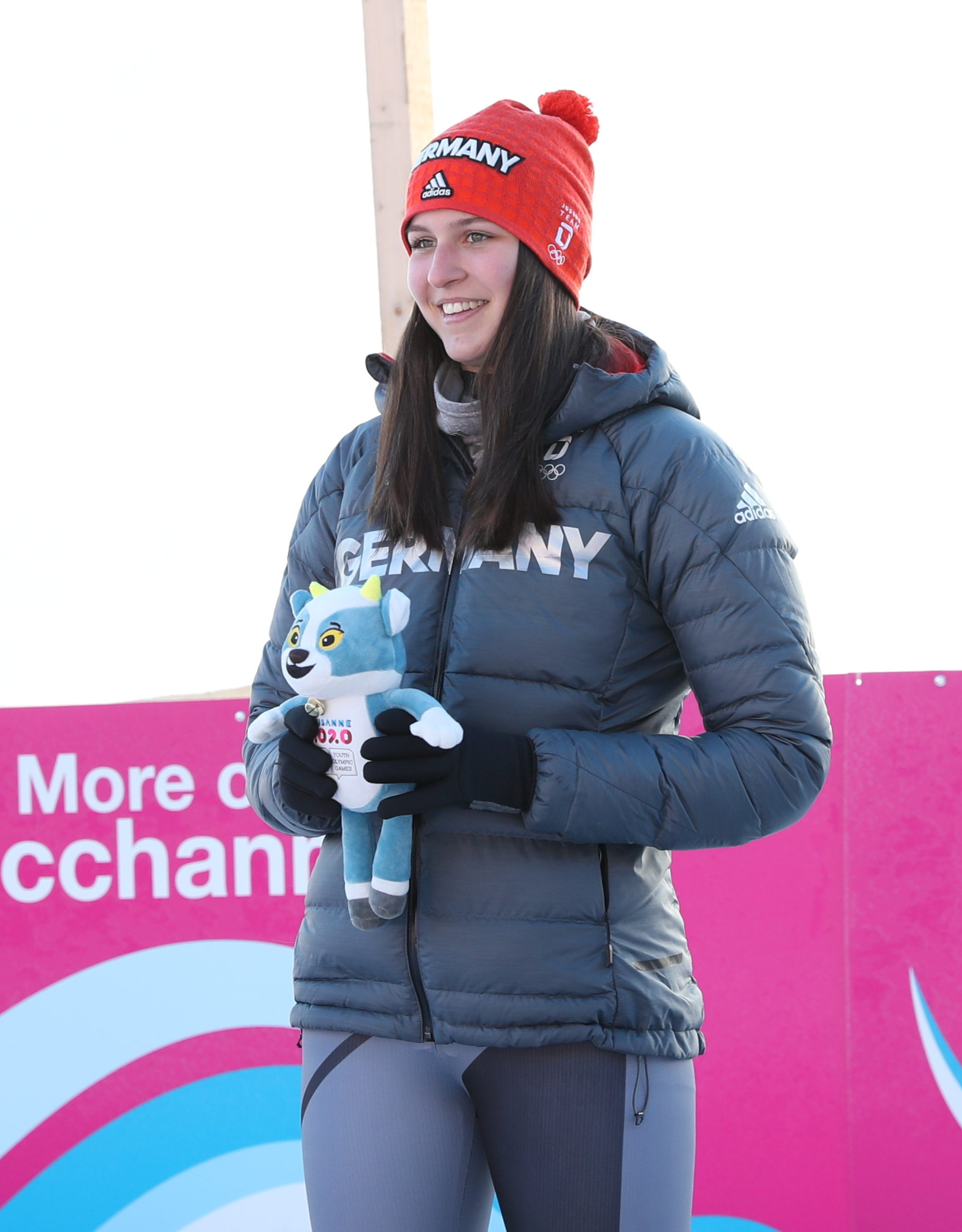
Jugend-Olympiasiegerin Merle Fräbel

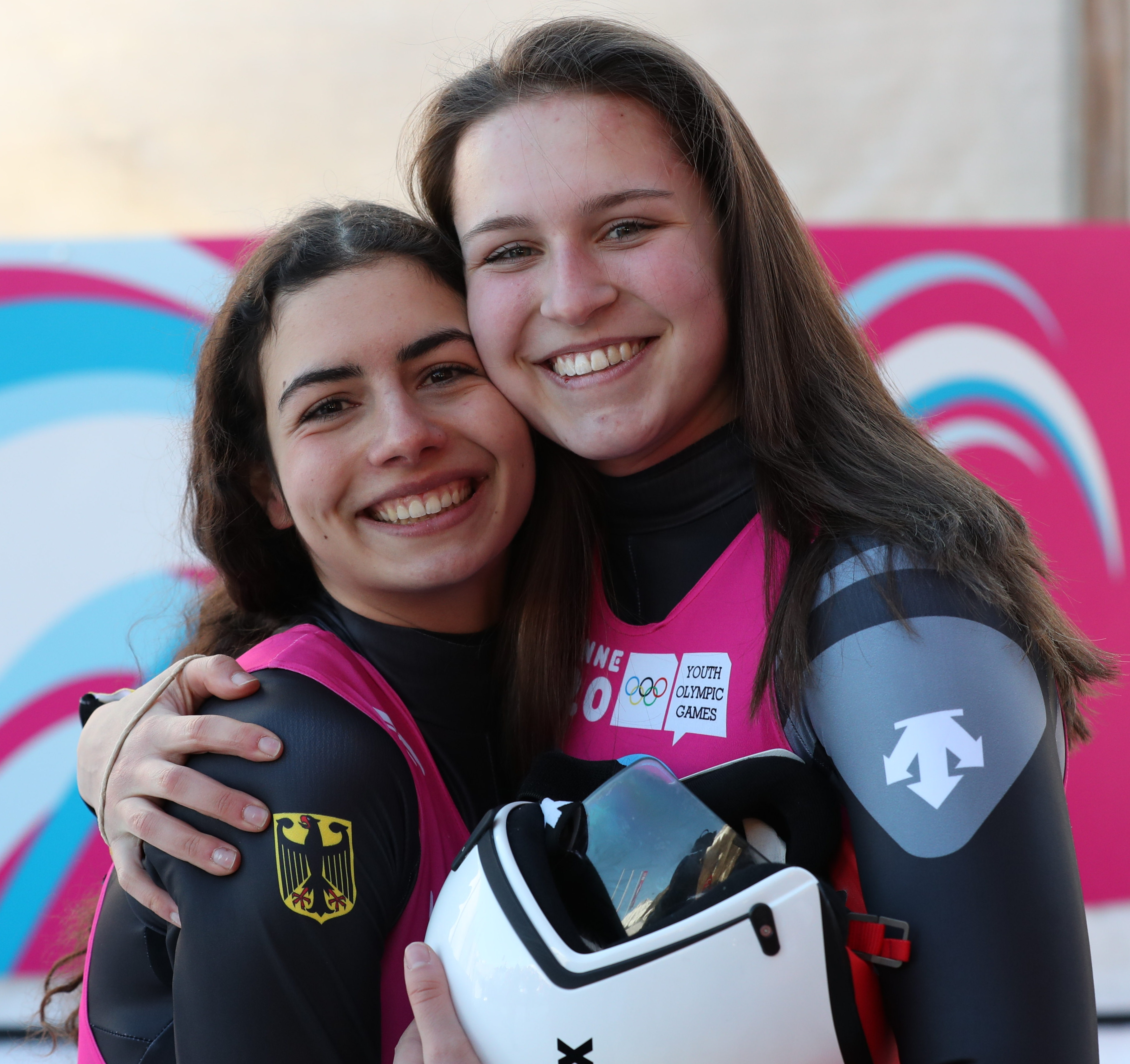
Jessica Degenhardt (links) und Merle Fräbel (rechts)

| Platz | Land | Athlet              | 1. Lauf (s) | 2. Lauf (s) | Gesamt (min) |
| ----- | ---- | ------------------- | ----------- | ----------- | ------------ |
| 1     | LAT  | Gints Bērziņš       | 54,036      | 54,009      | 1:48,045     |
| 2     | RUS  | Pawel Repilow       | 54,175      | 54,054      | 1:48,229     |
| 3     | GER  | Timon Grancagnolo   | 54,433      | 54,403      | 1:48,836     |
| 4     | GER  | Pascal Kunze        | 54,519      | 54,442      | 1:48,961     |
| 5     | ITA  | Alex Gufler         | 54,506      | 54,543      | 1:49,049     |
| 6     | LAT  | Kaspars Rinks       | 54,693      | 54,789      | 1:49,482     |
| 7     | AUT  | Florian Tanzer      | 54,593      | 54,957      | 1:49,550     |
| 8     | AUT  | Noah Kallan         | 54,736      | 54,910      | 1:49,646     |
| 9     | USA  | Matthew Greiner     | 54,897      | 54,833      | 1:49,730     |
| 10    | RUS  | Sergei Bondarow     | 54,992      | 54,935      | 1:49,927     |
| 11    | GEO  | Lascha Mtschedliani | 55,365      | 55,126      | 1:50,491     |
| 12    | POL  | Marcin Kiełbasa     | 55,301      | 55,276      | 1:50,577     |
| 13    | UKR  | Oleh-Roman Pylypiw  | 55,446      | 55,293      | 1:50,739     |
| 14    | CHN  | Bao Zhenyu          | 55,239      | 55,666      | 1:50,905     |
| 15    | USA  | Hunter Harris       | 55,725      | 55,880      | 1:51,605     |
| 16    | SVK  | Dávid Lihoň         | 55,462      | 56,446      | 1:51,908     |
| 17    | ROU  | Darius Șerban       | 55,345      | 56,652      | 1:51,997     |
| 18    | NZL  | Hunter Burke        | 56,285      | 55,744      | 1:52,029     |
| 19    | SVK  | Vratislav Varga     | 55,983      | 56,149      | 1:52,132     |
| 20    | GEO  | Luka Mtschedliani   | 56,119      | 56,343      | 1:52,462     |
| 21    | BIH  | Hamza Pleho         | 56,334      | 56,303      | 1:52,637     |
| 22    | CZE  | Jakub Vepřovský     | 56,515      | 56,397      | 1:52,912     |
| 23    | ITA  | Lukas Peccei        | 55,636      | 57,404      | 1:53,040     |
| 24    | TPE  | Yeh Meng-jhe        | 56,615      | 56,516      | 1:53,131     |
| 25    | TPE  | Yang Shih-hsun      | 57,319      | 56,497      | 1:53,816     |
| 26    | BUL  | Milen Milanow       | 57,018      | 57,509      | 1:54,527     |
| 27    | MDA  | Marius Goncear      | 57,783      | 56,860      | 1:54,643     |
| 28    | BUL  | Nedjalko Iwanow     | \|DNS       | \|DNS       | \|DNS        |

1. Lauf: 18. Januar 2020, 8:30 Uhr
2. Lauf: 18. Januar 2020, 9:45 Uhr

#### Doppelsitzer
| Platz | Land | Athleten                         | 1. Lauf (s) | 2. Lauf (s) | Gesamt (min) |
| ----- | ---- | -------------------------------- | ----------- | ----------- | ------------ |
| 1     | GER  | Moritz Jäger Valentin Steudte    | 54,824      | 54,825      | 1:49,649     |
| 2     | LAT  | Kaspars Rinks Ardis Liepiņš      | 54,971      | 54,980      | 1:49,951     |
| 3     | RUS  | Michail Karnauchow Juri Tschirwa | 55,698      | 54,627      | 1:50,325     |
| 4     | POL  | Kacper Imiołek Łukasz Maćkała    | 55,467      | 55,545      | 1:51,012     |
| 5     | SVK  | Vratislav Varga Metod Majerčák   | 55,612      | 55,586      | 1:51,198     |
| 6     | TPE  | Yang Shih-hsun Yeh Meng-jhe      | 55,948      | 55,911      | 1:51,859     |
| 7     | BUL  | Milen Milanow Nedjalko Iwanow    | 56,580      | 57,185      | 1:53,765     |
| 8     | USA  | Sam Day Sam Eckert               | 55,624      | 58,233      | 1:53,857     |
| 9     | SLO  | Lovro Kovačič Tian Badžukov      | 58,879      | 57,561      | 1:56,440     |
| 10    | UKR  | Wadym Mykyjewytsch Bohdan Babura | DSQ         | DSQ         | DSQ          |
| 11    | ROU  | Razvan Turea Sebastian Motzca    | DNS         | DNS         | DNS          |

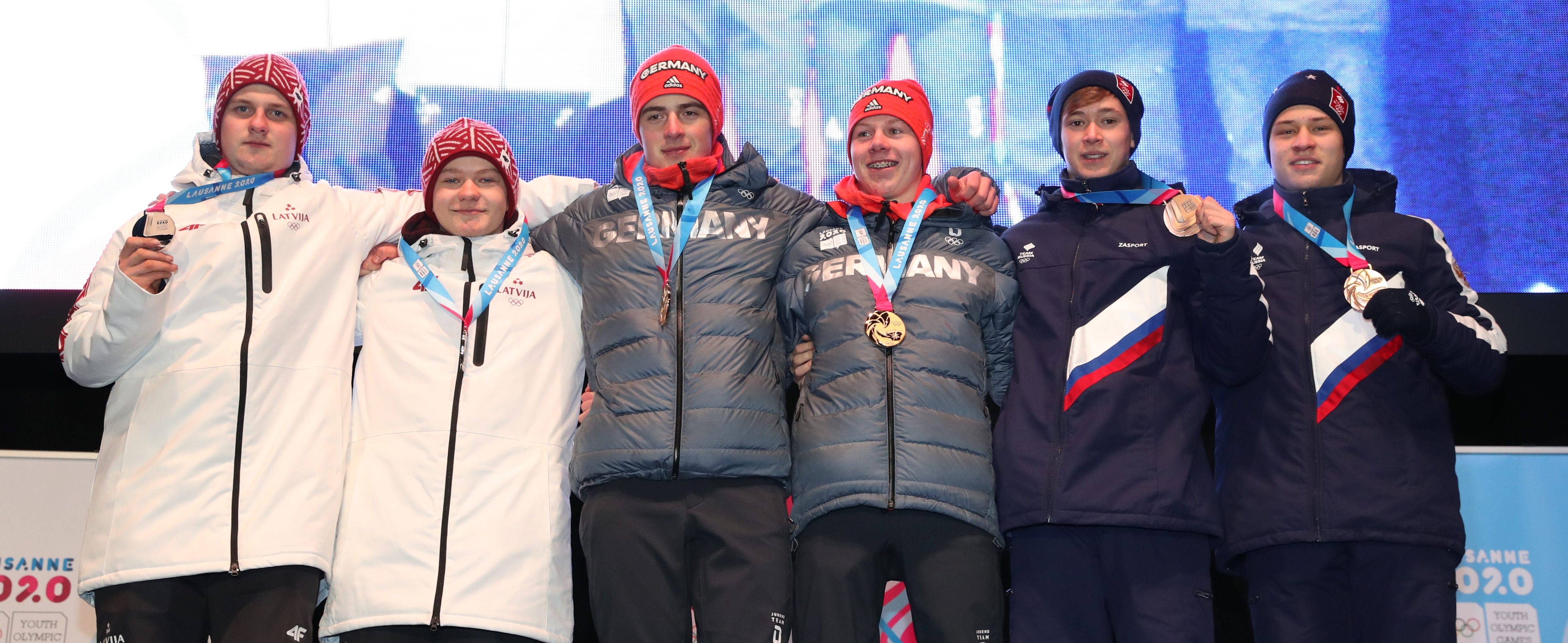
Medaillengewinner Rinks/Liepiņš, Jäger/Steudte und Karnauchow/Tschirwa (von links nach rechts)

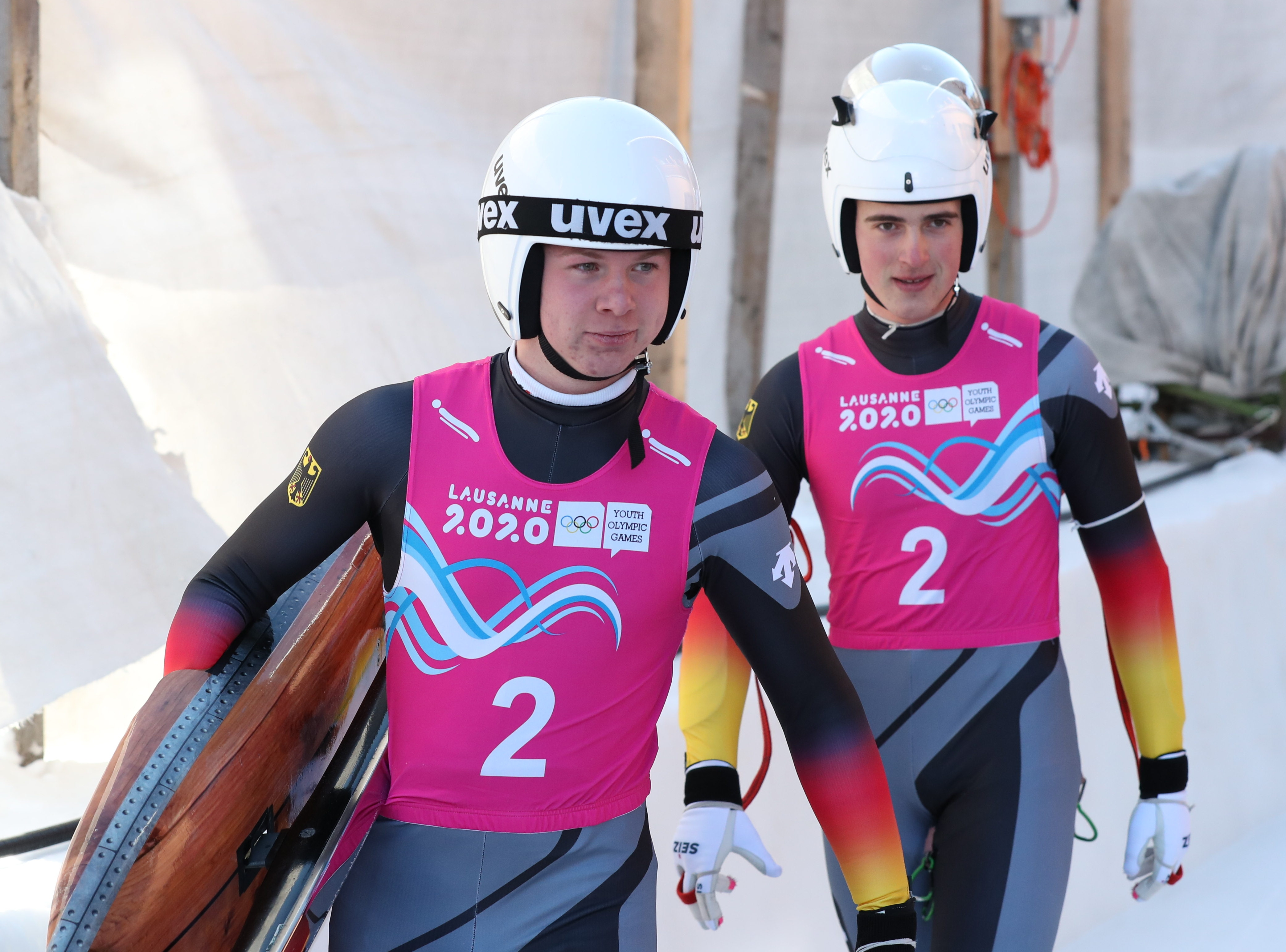
Jugend-Olympiasieger Moritz Jäger und Valentin Steudte

1. Lauf: 17. Januar 2020, 11:00 Uhr
2. Lauf: 17. Januar 2020, 11:50 Uhr

### Frauen

#### Einsitzer
| Platz | Land | Athletin               | 1. Lauf (s) | 2. Lauf (s) | Gesamt (min) |
| ----- | ---- | ---------------------- | ----------- | ----------- | ------------ |
| 1     | GER  | Merle Fräbel           | 55,011      | 54,676      | 1:49,687     |
| 2     | GER  | Jessica Degenhardt     | 55,171      | 54,724      | 1:49,895     |
| 3     | RUS  | Diana Loginowa         | 55,155      | 54,811      | 1:49,966     |
| 4     | CAN  | Caitlin Nash           | 55,483      | 55,075      | 1:50,558     |
| 5     | UKR  | Julianna Tunyzka       | 55,425      | 55,151      | 1:50,576     |
| 6     | ROU  | Corina Buzățoiu        | 55,646      | 55,227      | 1:50,873     |
| 7     | CAN  | Kailey Allan           | 55,704      | 55,211      | 1:50,915     |
| 8     | AUT  | Barbara Allmaier       | 55,657      | 55,296      | 1:50,953     |
| 9     | RUS  | Jelisaweta Jurtschenko | 55,566      | 55,441      | 1:51,007     |
| 10    | LAT  | Justīne Maskale        | 55,597      | 55,510      | 1:51,107     |
| 11    | LAT  | Zane Kaluma            | 55,789      | 55,478      | 1:51,267     |
| 12    | ITA  | Nadia Falkensteiner    | 55,912      | 55,676      | 1:51,588     |
| 13    | AUT  | Madlen Loß             | 55,830      | 55,814      | 1:51,644     |
| 14    | ITA  | Katharina Putzer       | 56,138      | 55,775      | 1:51,913     |
| 15    | USA  | McKenna Mazlo          | 56,045      | 56,047      | 1:52,092     |
| 16    | POL  | Anna Bryk              | 56,510      | 55,960      | 1:52,470     |
| 17    | SVK  | Nikola Trembošová      | 56,293      | 56,189      | 1:52,482     |
| 18    | NZL  | Ella Cox               | 56,424      | 56,171      | 1:52,595     |
| 19    | SVK  | Bianka Petríková       | 56,658      | 56,322      | 1:52,980     |
| 20    | CZE  | Anna Čežíková          | 56,604      | 56,395      | 1:52,999     |
| 21    | SLO  | Ema Kovačič            | 57,109      | 57,139      | 1:54,248     |
| 22    | JPN  | Yuki Ishikawa          | 57,654      | 57,402      | 1:55,056     |
| 23    | NOR  | Våril Tangnes          | 56,731      | 58,622      | 1:55,353     |
| 24    | MDA  | Adriana Adam           | 58,779      | 59,199      | 1:57,978     |

1. Lauf: 17. Januar 2020, 8:30 Uhr
2. Lauf: 17. Januar 2020, 9:40 Uhr

#### Doppelsitzer
| Platz | Land | Athletinnen                               | 1. Lauf (s) | 2. Lauf (s) | Gesamt (min) |
| ----- | ---- | ----------------------------------------- | ----------- | ----------- | ------------ |
| 1     | GER  | Jessica Degenhardt Vanessa Schneider      | 55,748      | 55,695      | 1:51,443     |
| 2     | CAN  | Caitlin Nash Natalie Corless              | 56,294      | 56,415      | 1:52,709     |
| 3     | LAT  | Viktorija Ziediņa Selīna Zvilna           | 56,488      | 56,555      | 1:53,043     |
| 4     | USA  | Maya Chan Reannyn Weiler                  | 56,145      | 57,095      | 1:53,240     |
| 5     | POL  | Nikola Domowicz Dominika Piwkowska        | 56,705      | 56,781      | 1:53,486     |
| 6     | RUS  | Natalija Korotajewa Wiktoriija Tschirkowa | 56,087      | 58,292      | 1:54,379     |
| 7     | SVK  | Bianka Petríková Nikola Trembošová        | 57,742      | 57,026      | 1:54,768     |
| 8     | ROU  | Petra Tolomey Daria Căciulan              | 57,488      | 57,303      | 1:54,791     |
| 9     | CZE  | Markéta Nováková Anna Vejdělková          | 56,790      | 58,068      | 1:54,858     |
| 10    | UKR  | Nadija Antonjuk Oleksandra Moch           | 56,773      | 58,530      | 1:55,303     |
| 11    | MDA  | Adriana Adam Aliona Busuioc               | 58,079      | 57,709      | 1:55,788     |

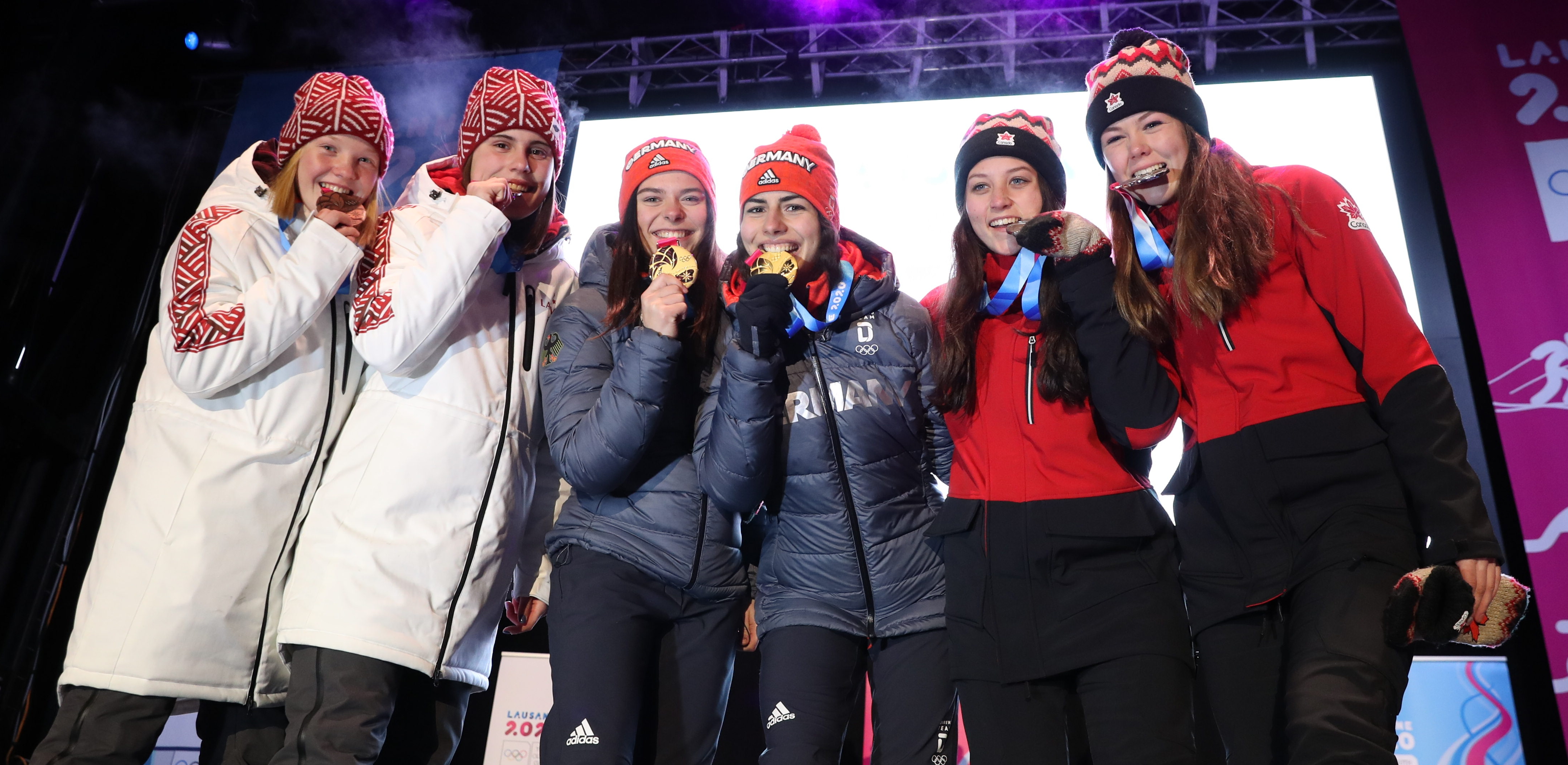
Medaillengewinnerinnen Zvilna/Ziediņa, Schneider/Degenhardt und Nash/Corless (von links nach rechts)

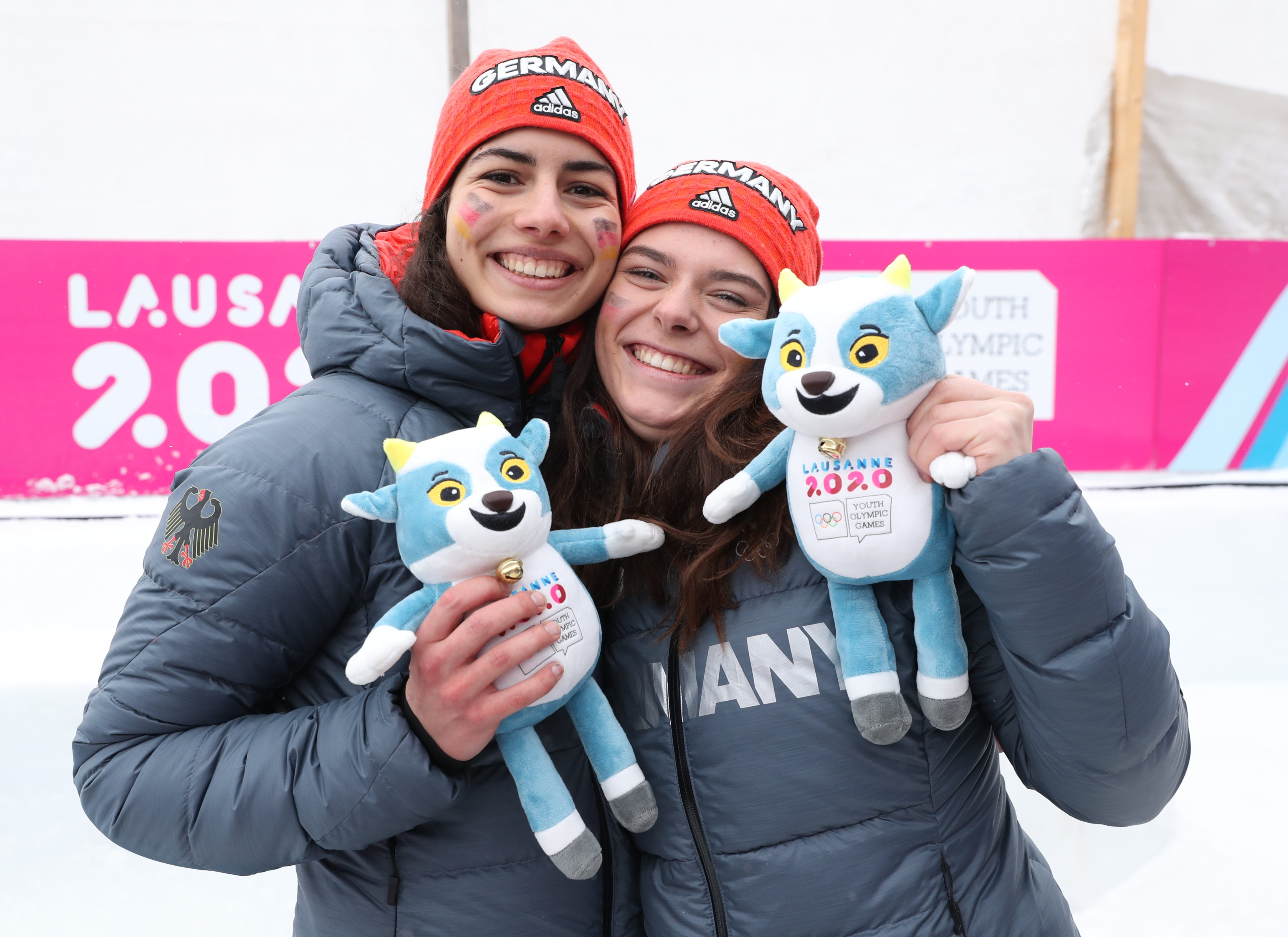
Jugend-Olympiasiegerinnen Jessica Degenhardt (links) und Vanessa Schneider (rechts)

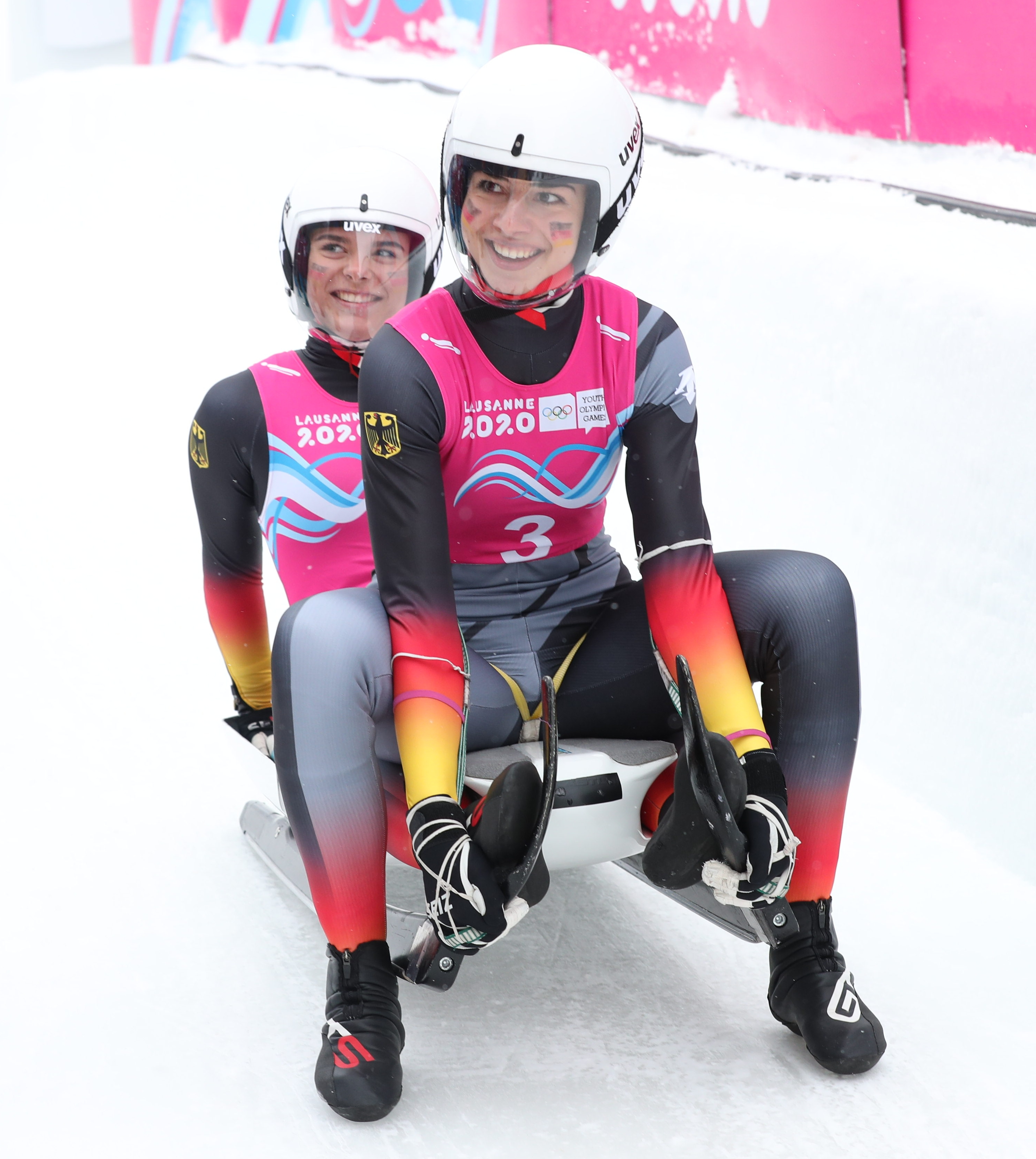
Jugend-Olympiasiegerinnen Jessica Degenhardt und Vanessa Schneider

1. Lauf: 18. Januar 2020, 11:00 Uhr
2. Lauf: 18. Januar 2020, 12:00 Uhr
Nach einem Trainingssturz und der daraus resultierenden Verletzung von Selina Egle, konnte das österreichische Doppel Egle/Lara Kipp kurzfristig nicht antreten.

### Mixed

#### Teamstaffel

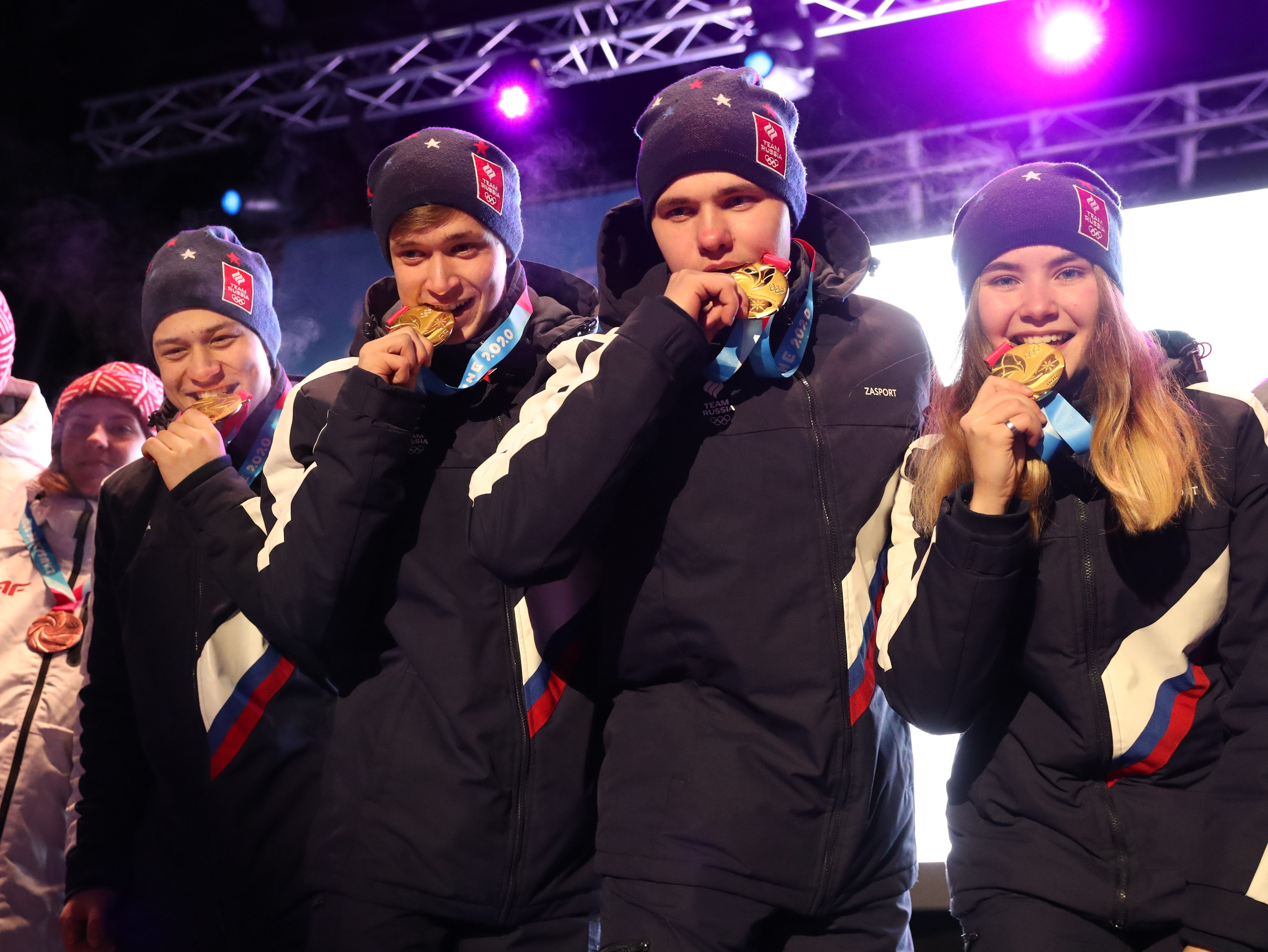
Jugend-Olympiasieger: Teamstaffel Russlands mit Juri Tschirwa, Michail Karnauchow, Pawel Repilow und Diana Loginowa (von links nach rechts)

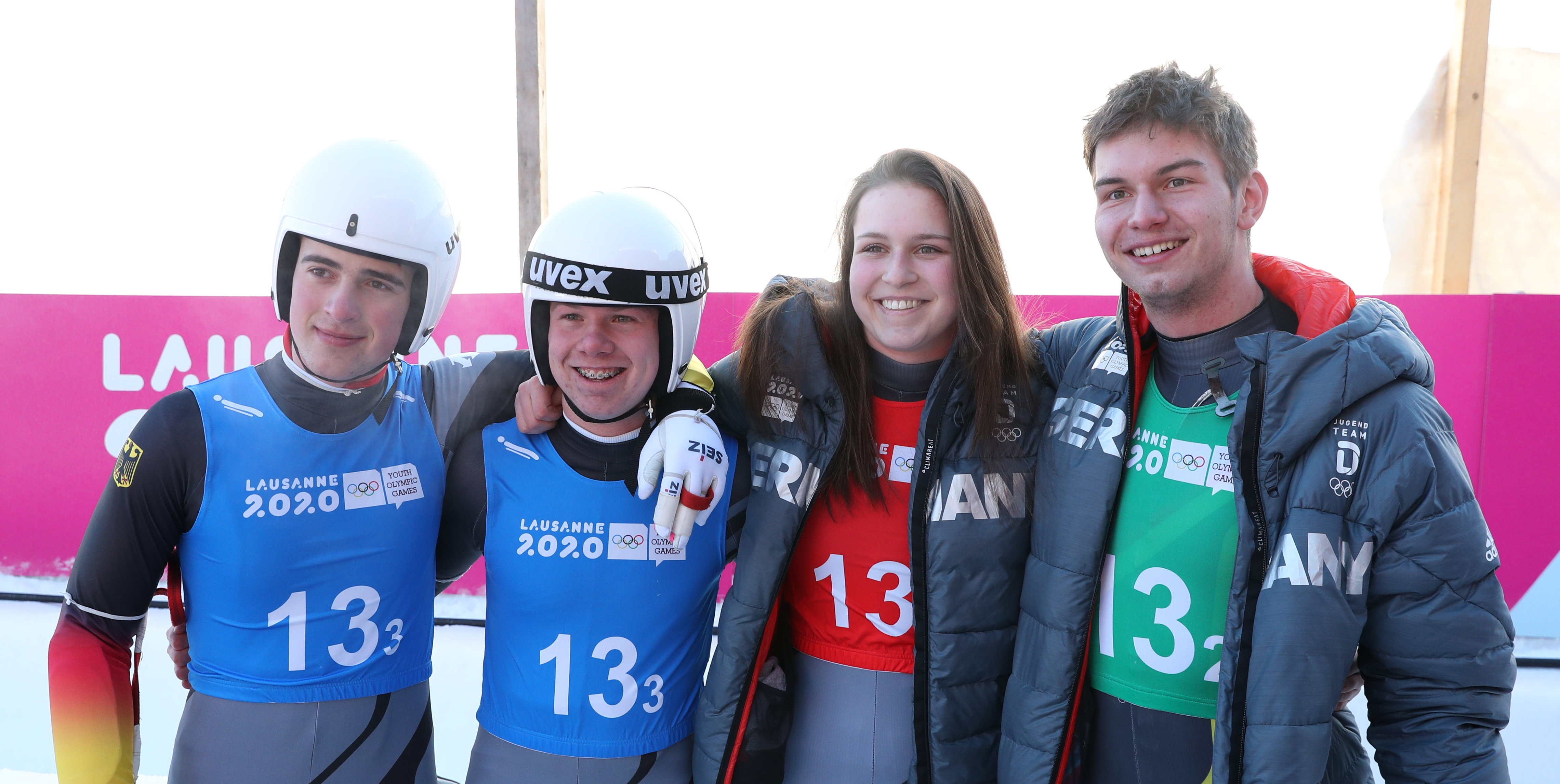
Jugend-Olympiazweiter: Teamstaffel Deutschlands mit Moritz Jäger, Valentin Steudte, Merle Fräbel und Timon Grancagnolo (von links nach rechts)

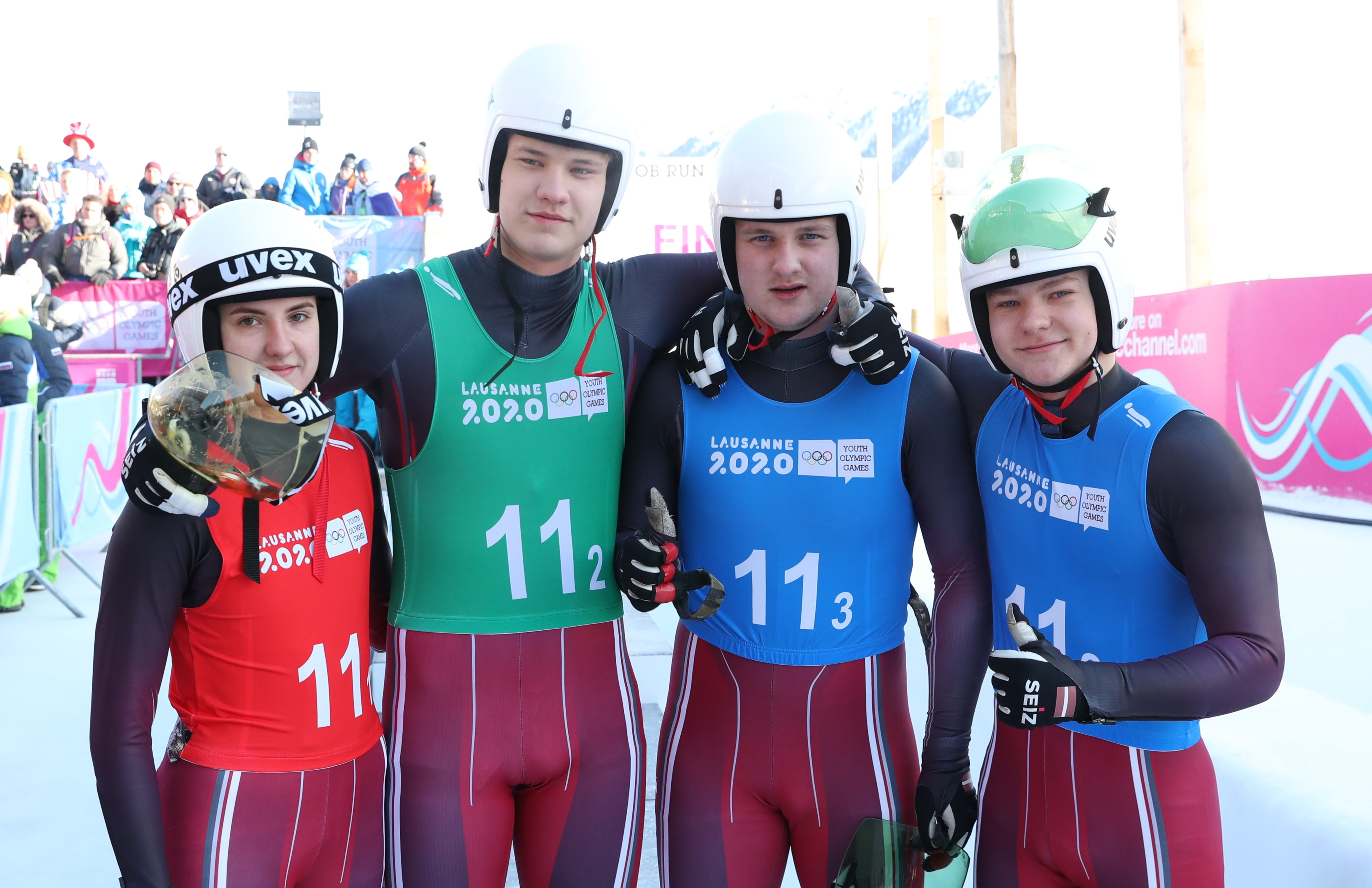
Bronzemedaillengewinner: Teamstaffel Lettlands mit Justīne Maskale, Gints Bērziņš, Kaspars Rinks und Ardis Liepiņš (von links nach rechts)

| Platz | Land | Athleten                                                               | Zeit (min) |
| ----- | ---- | ---------------------------------------------------------------------- | ---------- |
| 1     | RUS  | Diana Loginowa Pawel Repilow Michail Karnauchow / Juri Tschirwa        | 2:54,072   |
| 2     | GER  | Merle Fräbel Timon Grancagnolo Moritz Jäger / Valentin Steudte         | 2:54,622   |
| 3     | LAT  | Justīne Maskale Gints Bērziņš Kaspars Rinks / Ardis Liepiņš            | 2:54,954   |
| 4     | MIX  | Kailey Allan Alex Gufler Caitlin Nash / Natalie Corless                | 2:57,627   |
| 5     | ROU  | Corina Buzățoiu Darius Șerban Razvan Turea / Sebastian Motzca          | 2:58,282   |
| 6     | UKR  | Julianna Tunyzka Oleh-Roman Pylypiw Wadym Mykyjewytsch / Bohdan Babura | 2:58,744   |
| 7     | USA  | McKenna Mazlo Matthew Greiner Maya Chan / Reannyn Weiler               | 2:59,179   |
| 8     | MIX  | Ella Cox Hunter Burke Yang Shih-hsun / Yeh Meng-jhe                    | 3:00,945   |
| 9     | POL  | Anna Bryk Marcin Kiełbasa Kacper Imiołek / Łukasz Maćkała              | 3:02,785   |
| 10    | CZE  | Anna Čežíková Jakub Vepřovský Markéta Nováková / Anna Vejdělková       | 3:03,564   |
| 11    | MIX  | Yuki Ishikawa Marius Goncear Adriana Adam / Aliona Busuioc             | 3:05,755   |
|       | SVK  | Nikola Trembošová Dávid Lihoň Vratislav Varga / Metod Majerčák         | DSQ        |
|       | MIX  | Ema Kovačič Bao Zhenyu Lovro Kovačič / Tian Badžukov                   | DNS        |

1. Lauf: 20. Januar 2020, 9:30 Uhr

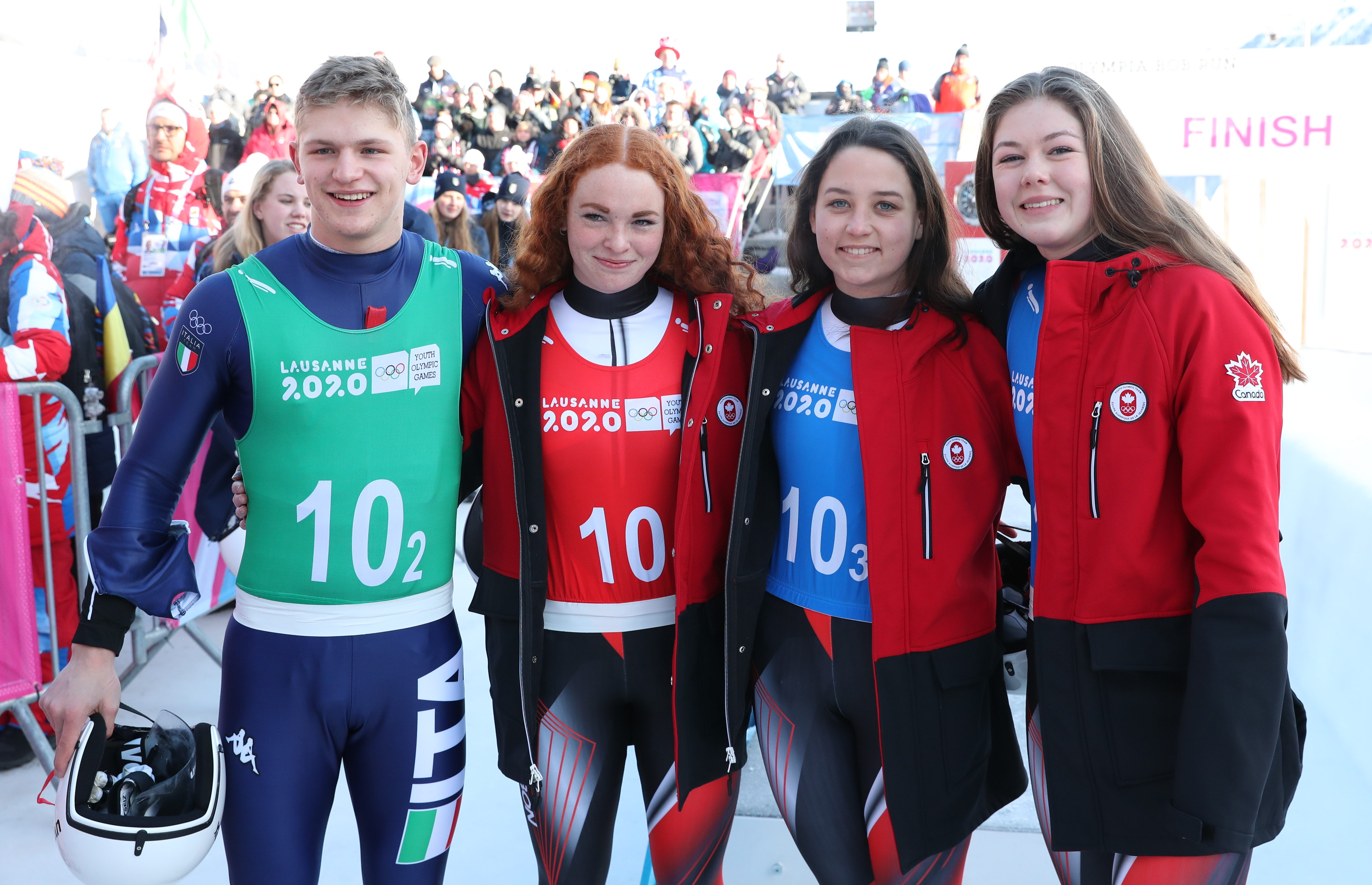
Kanada/Italien: Gufler, Allan, Nash, Corless
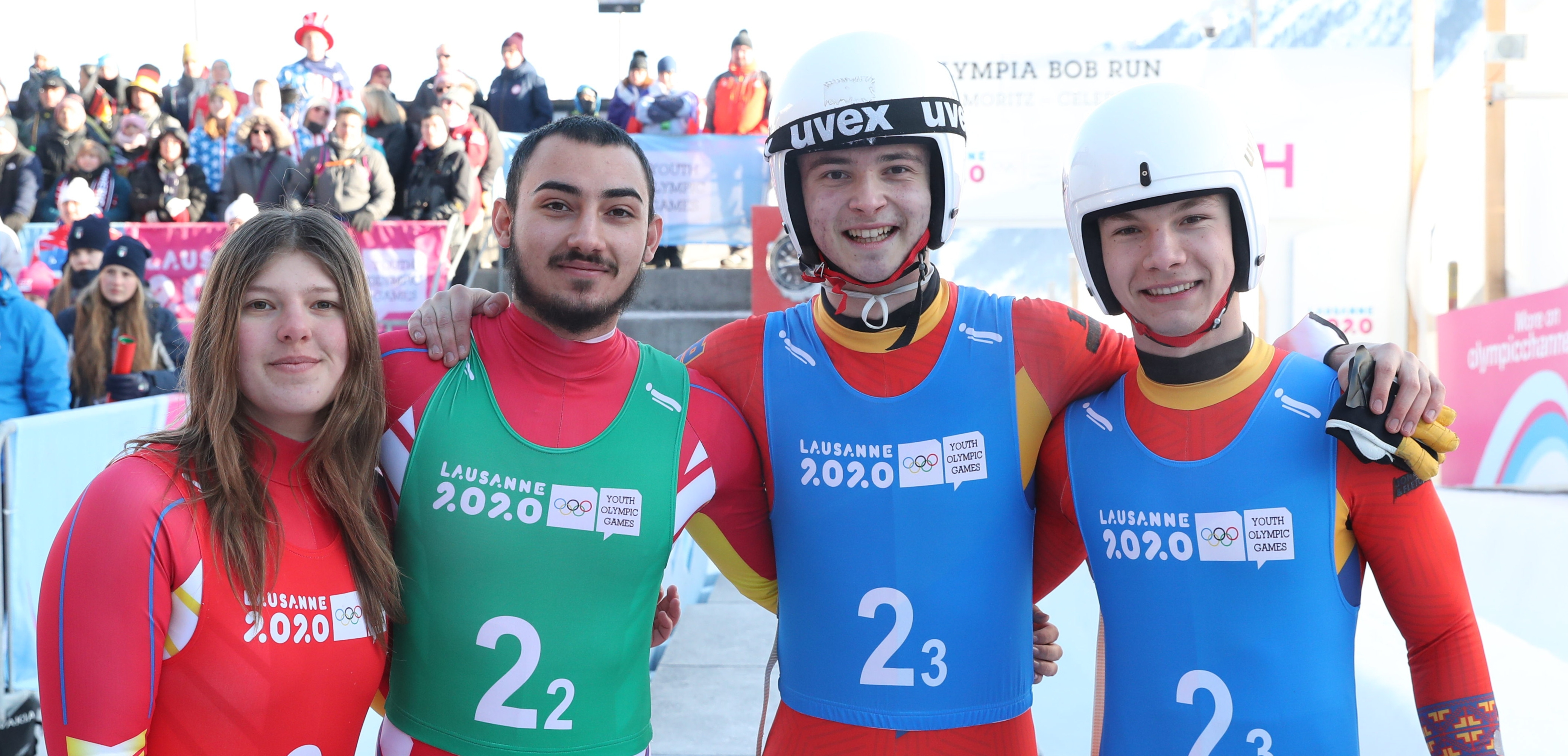
Rumänien: Buzățoiu, Şerban, Turea, Motzca
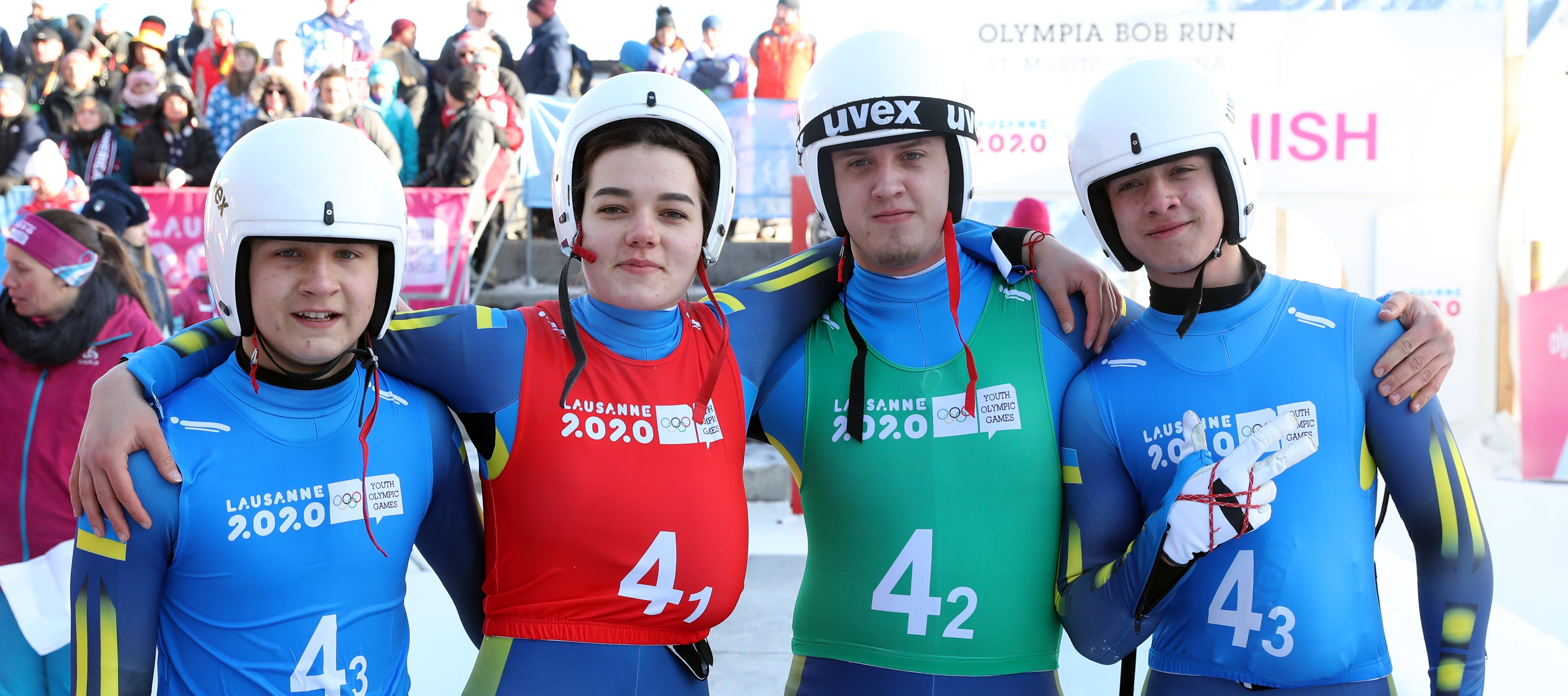
Ukraine: Babura, Tunyzka, Pylypiw, Mykyjewytsch
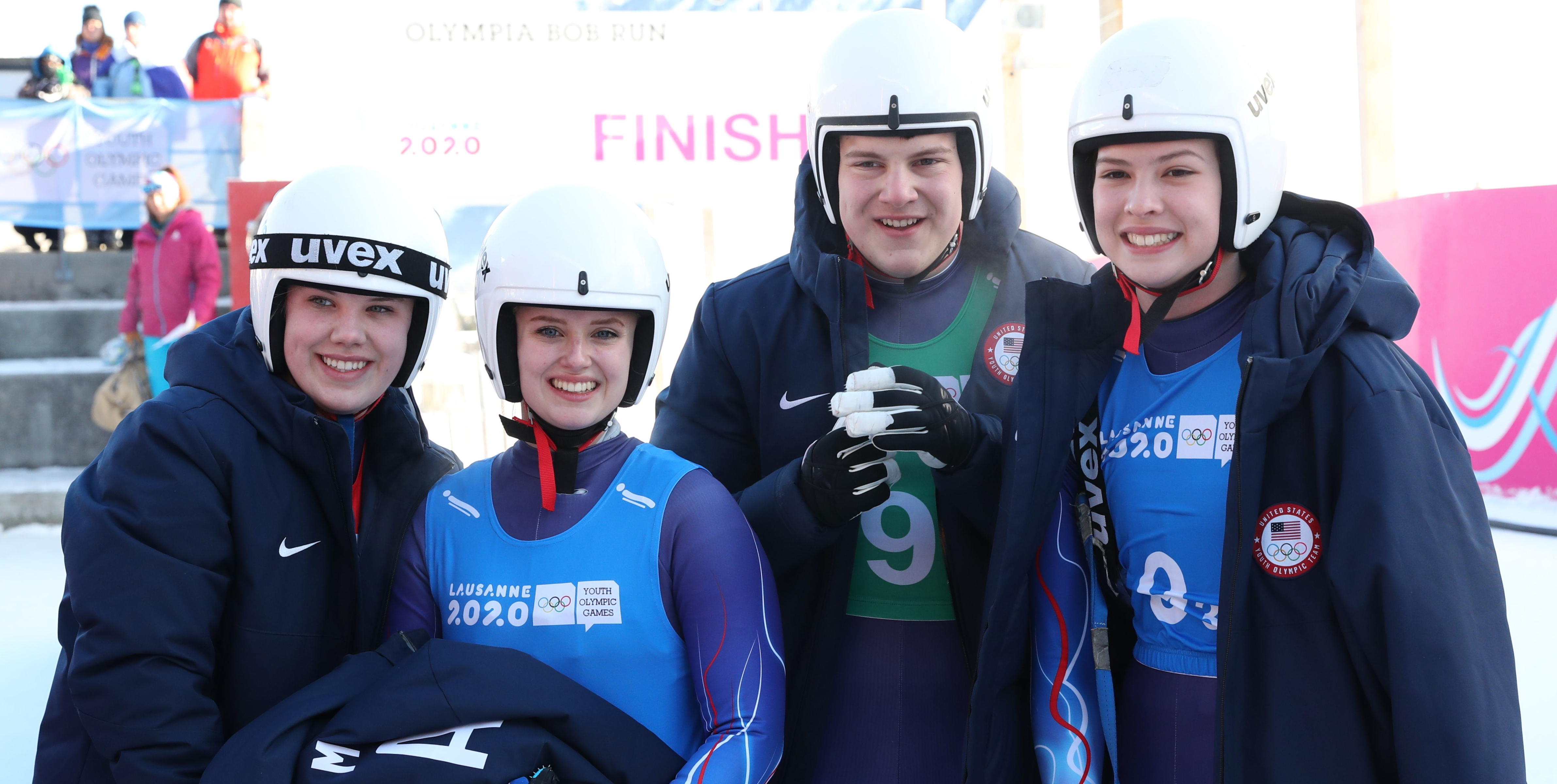
USA: Mazlo, Weiler, Greiner, Chan
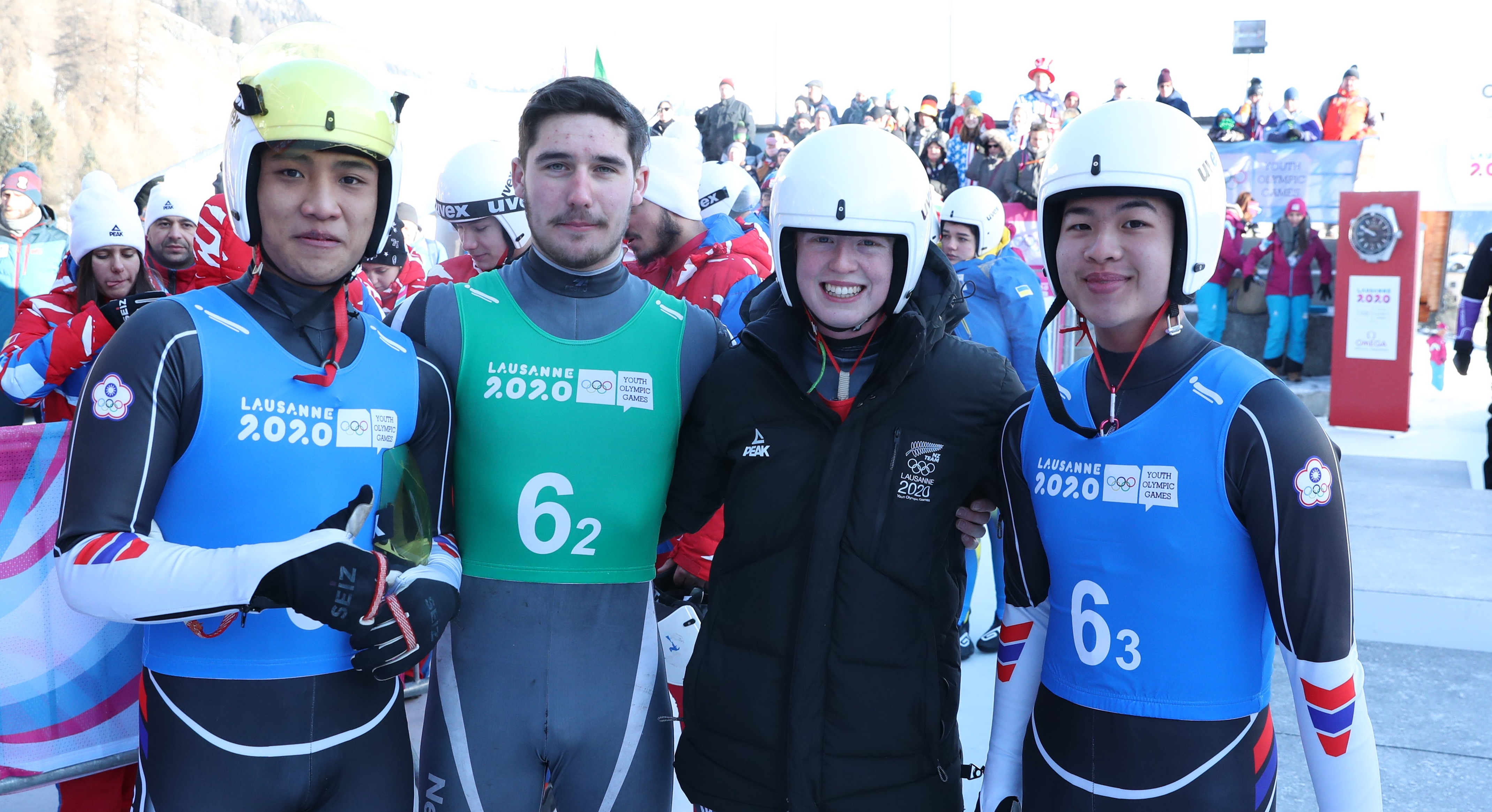
Neuseeland/Chinese Taipei: Yang Shih-hsun, Burke, Cox, Yeh Meng-jhe
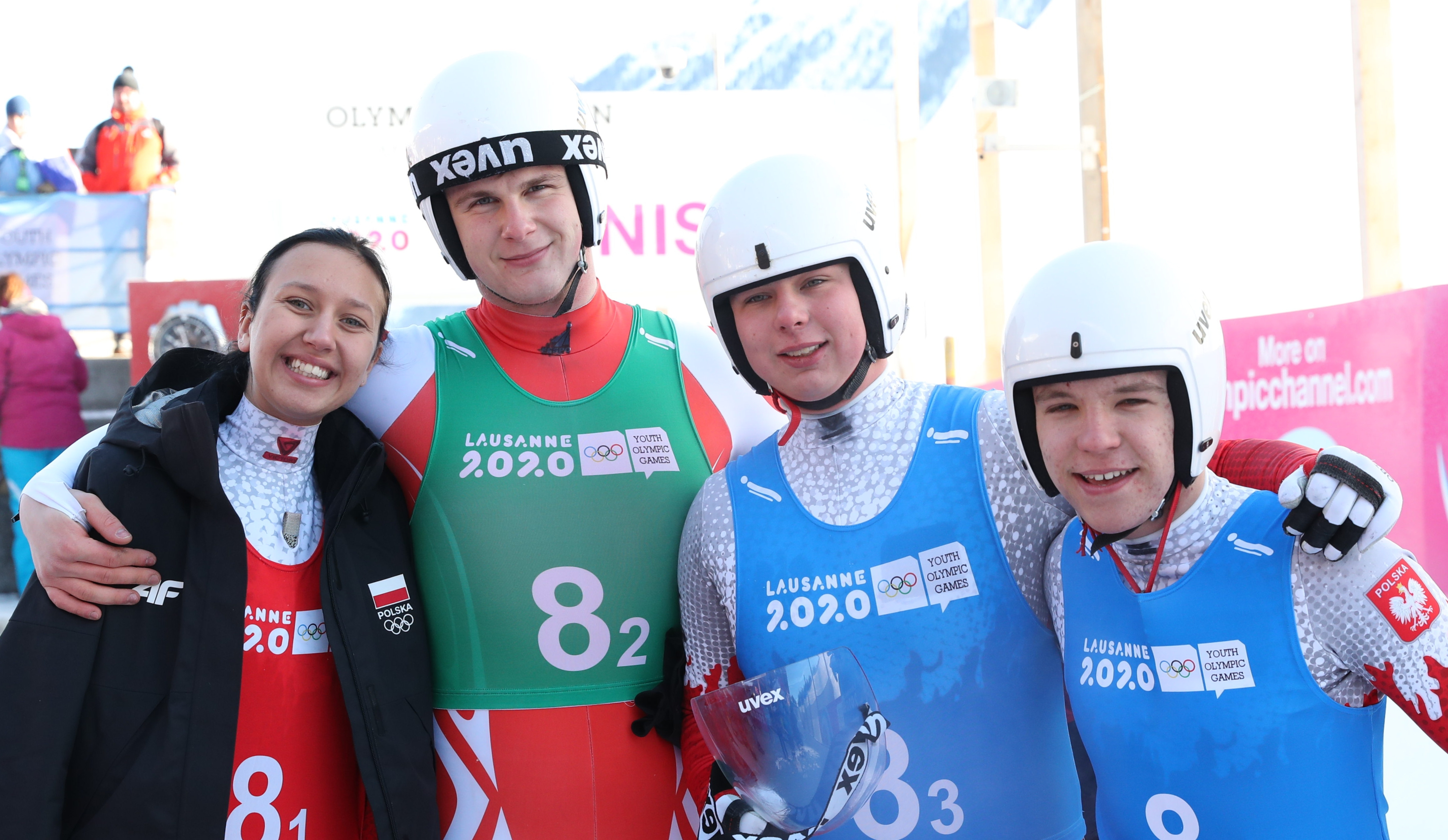
Polen: Bryk, Kiełbasa, Imiołek, Maćkała
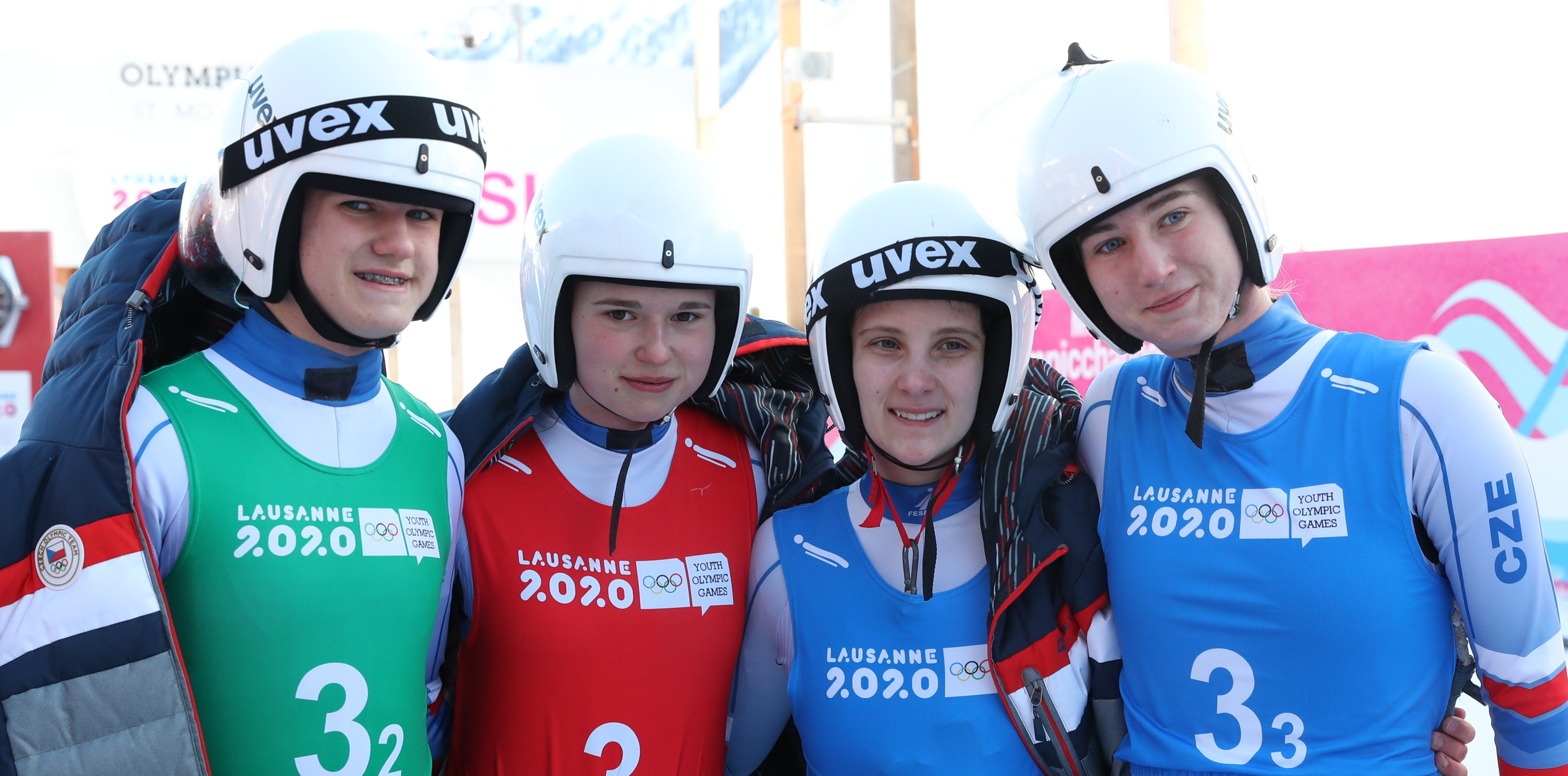
Tschechien: Vepřovský, Čežíková, Vejdělková, Nováková
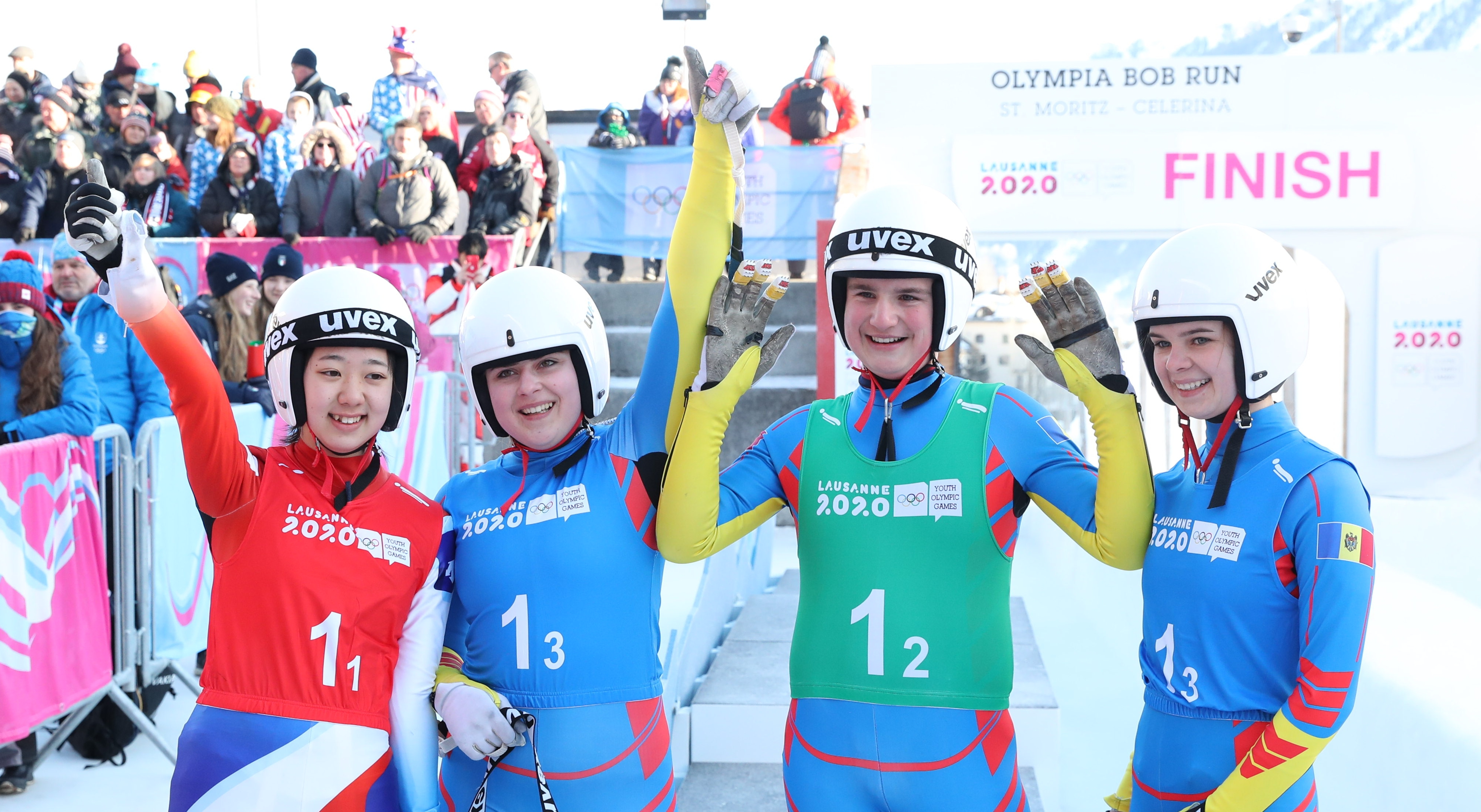
Japan/Republik Moldau: Ishikawa, Adam, Goncear, Busuioc
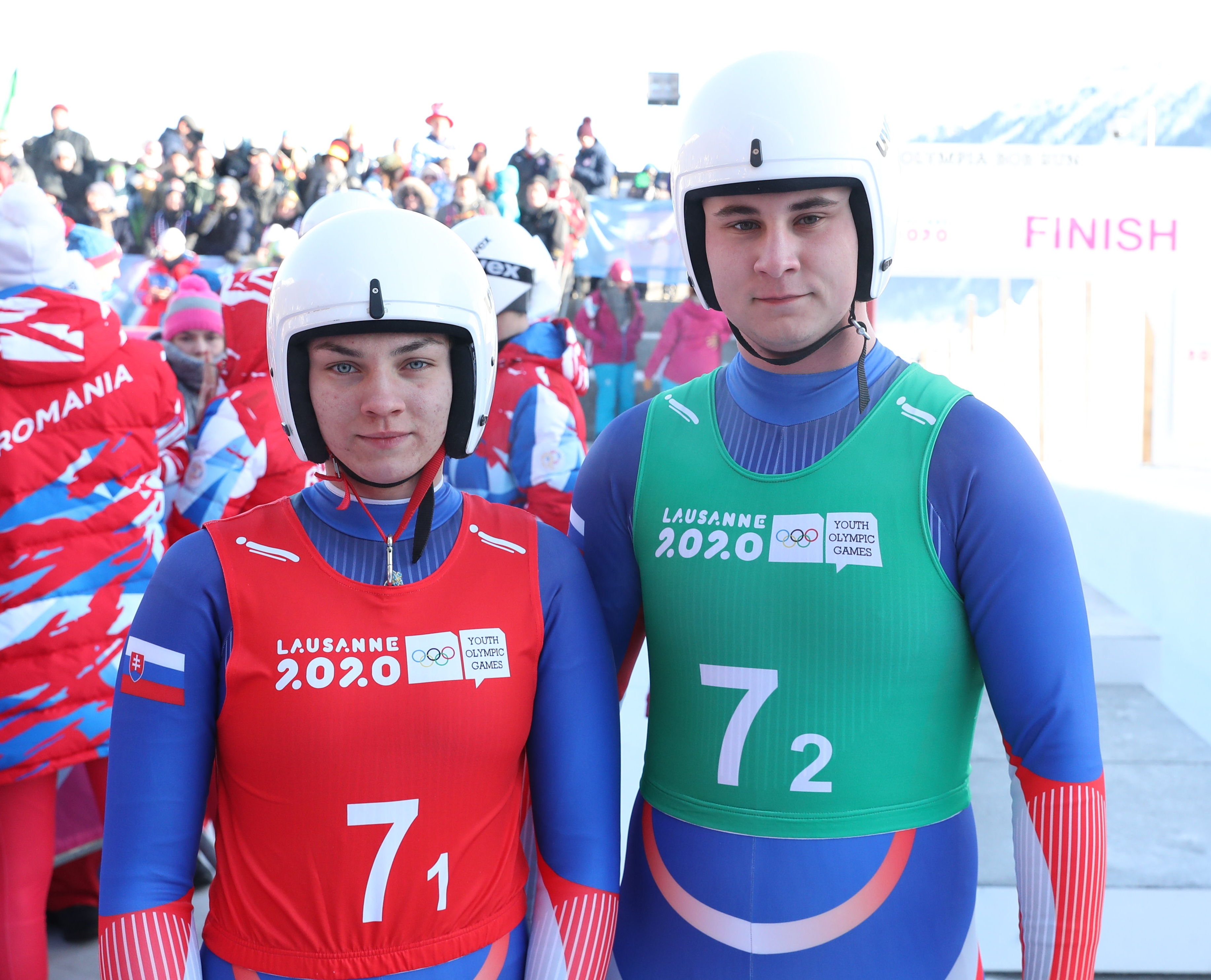
Slowakei: Trembošová, Lihoň
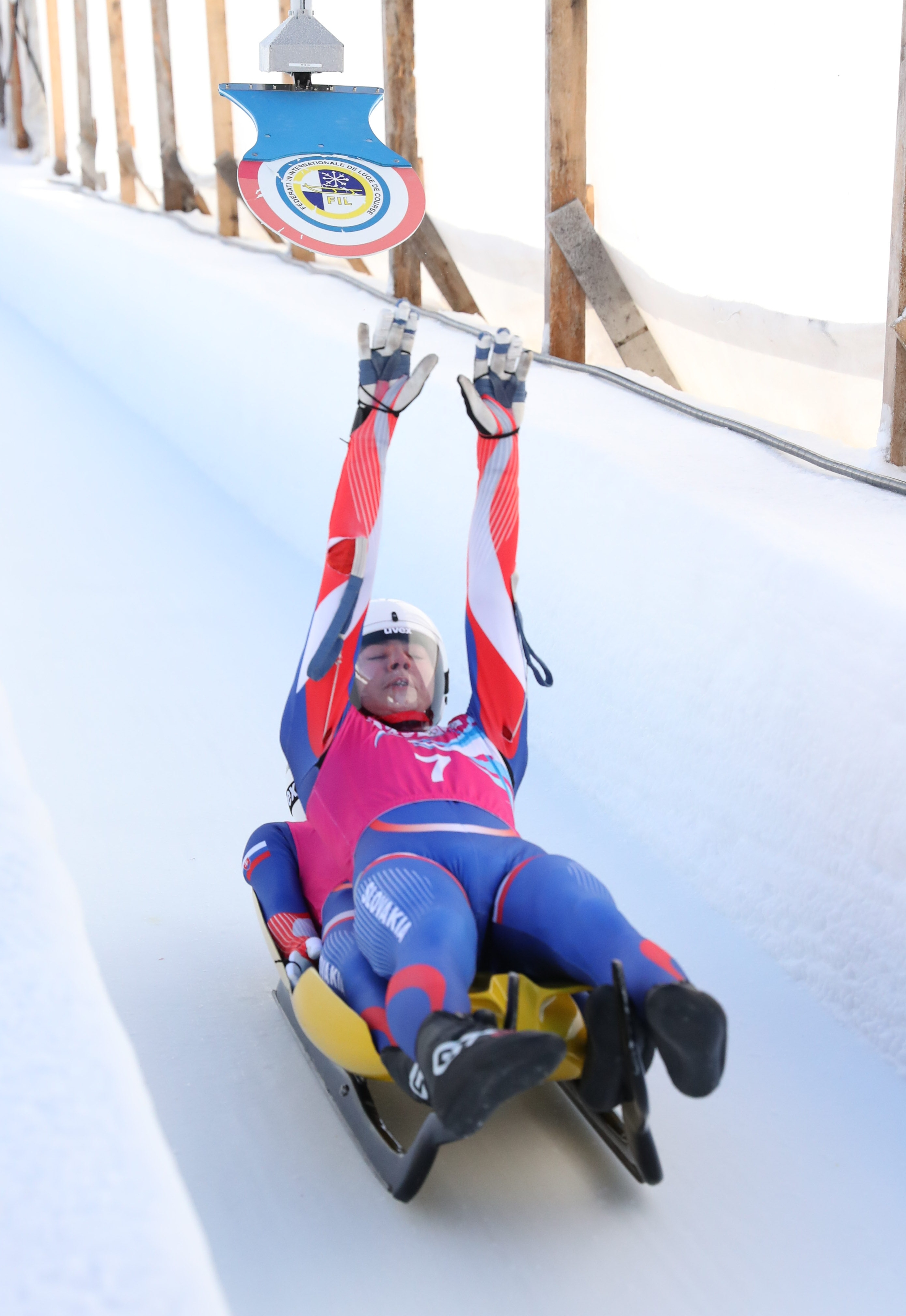
Slowakei: Varga, Majerčák
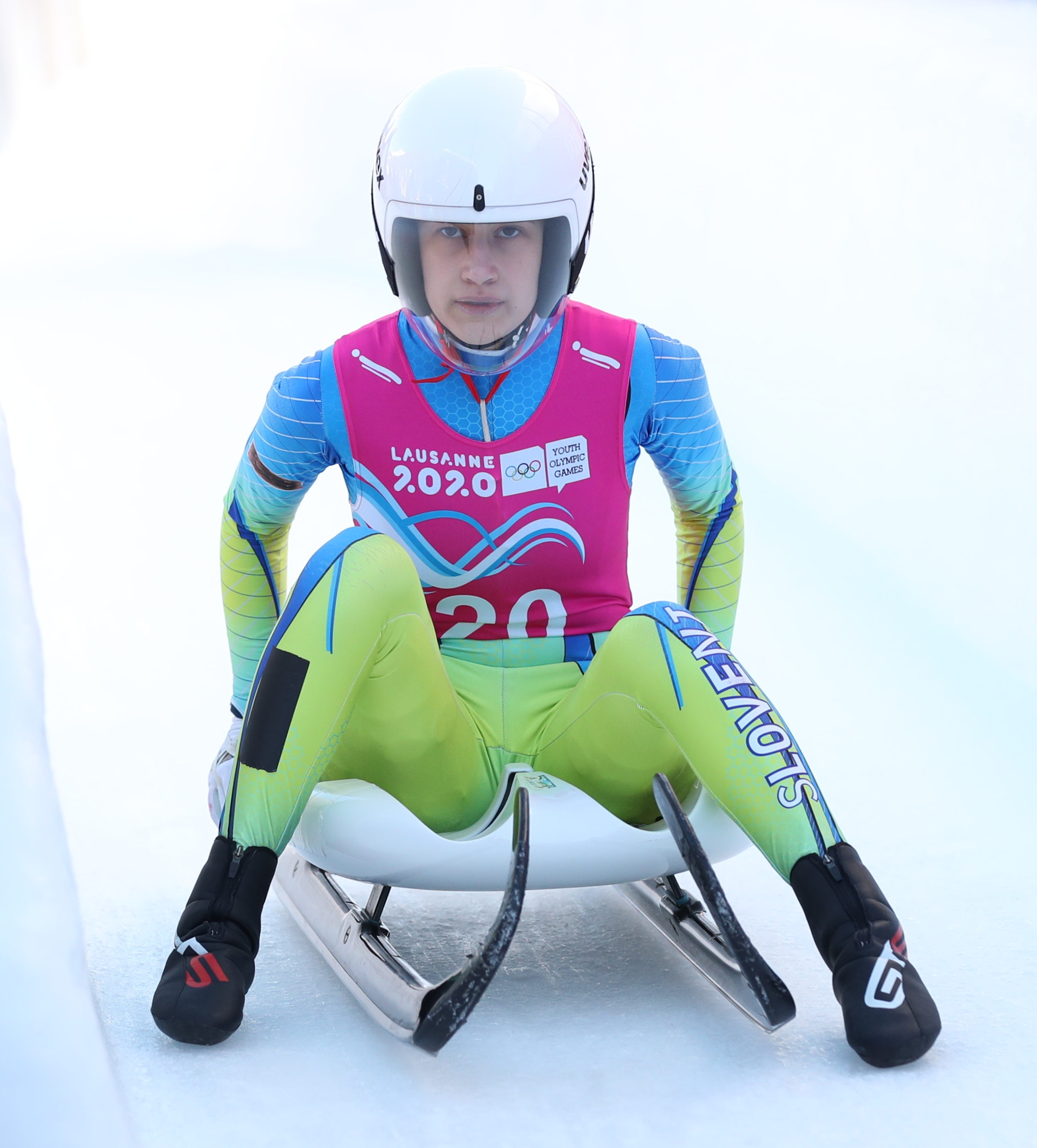
Slowenien/China: Ema Kovačič
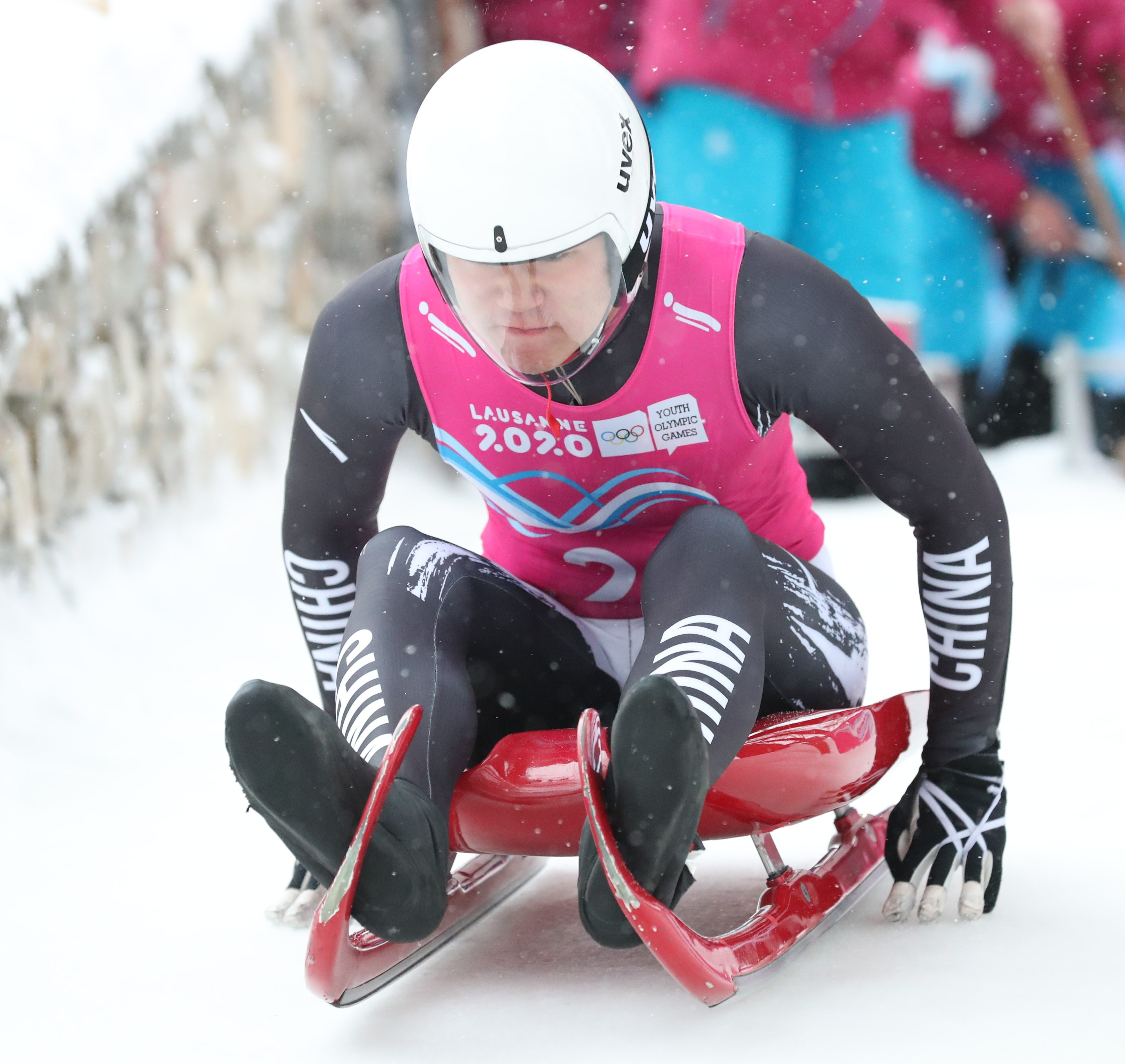
Slowenien/China: Bao Zhenyu
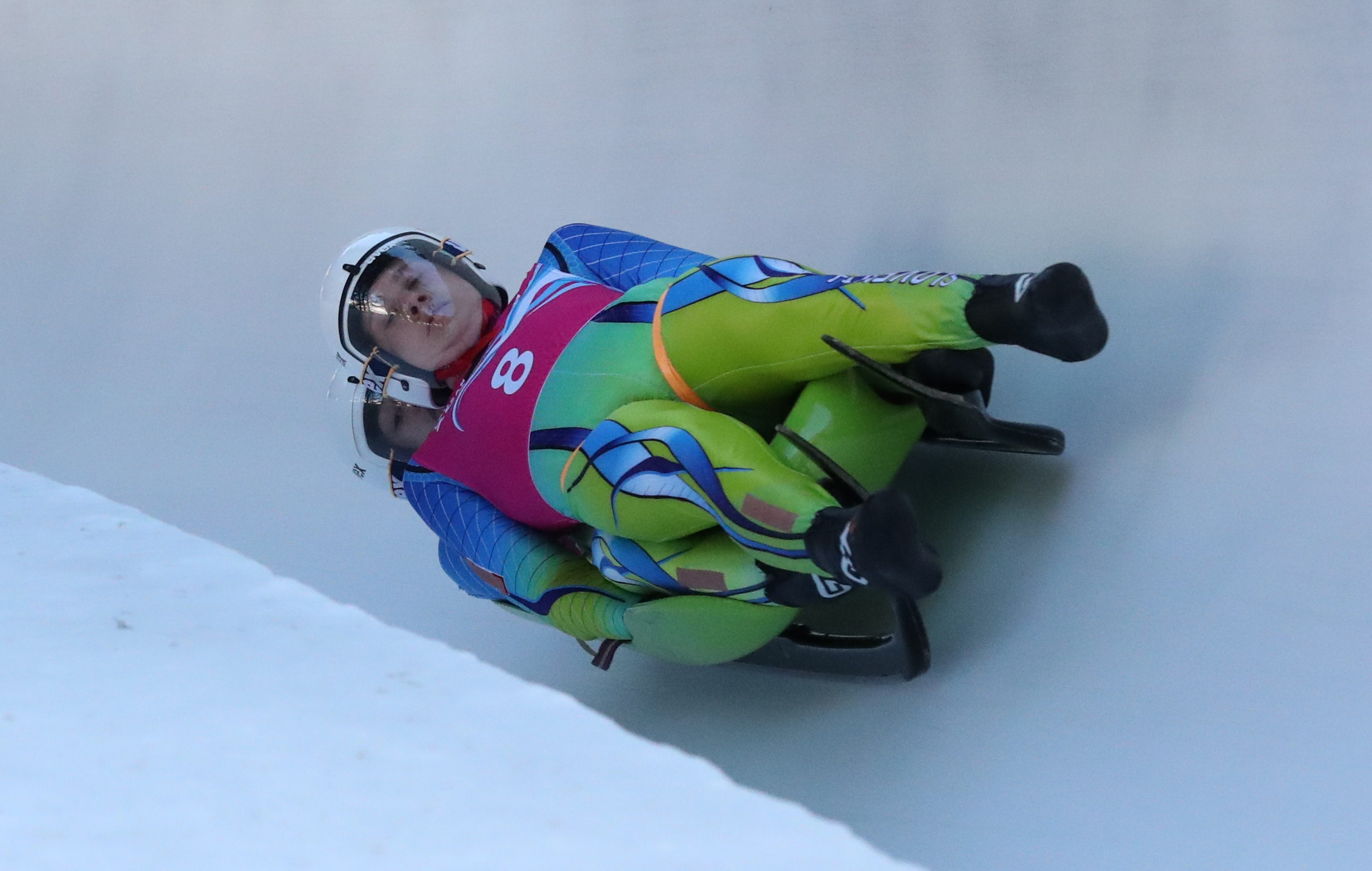
Slowenien/China: Lovro Kovačič, Badžukov